# История проектов Жигулёвского гидроузла
История проектов Жигулёвского гидроузла — большая петля Волги в районе Самарской Луки привлекала внимание российских инженеров начиная с XVIII века. И если первоначально существовала задумка построить судоходный канал, пересекающий основание полуострова и позволяющий экономить до полутора сотен километров пути, то в 1910-х годах возникла идея использовать уникальную для европейской части России конфигурацию рельефа и в целях гидроэнергетики. В 1919 году была образована «Комиссия по электрификации р. Волги в районе Самарской Луки», которая провела первые изыскательские работы, однако до конца 1920-х годов на государственном уровне никакой поддержки проекту строительства ГЭС не оказывалось.

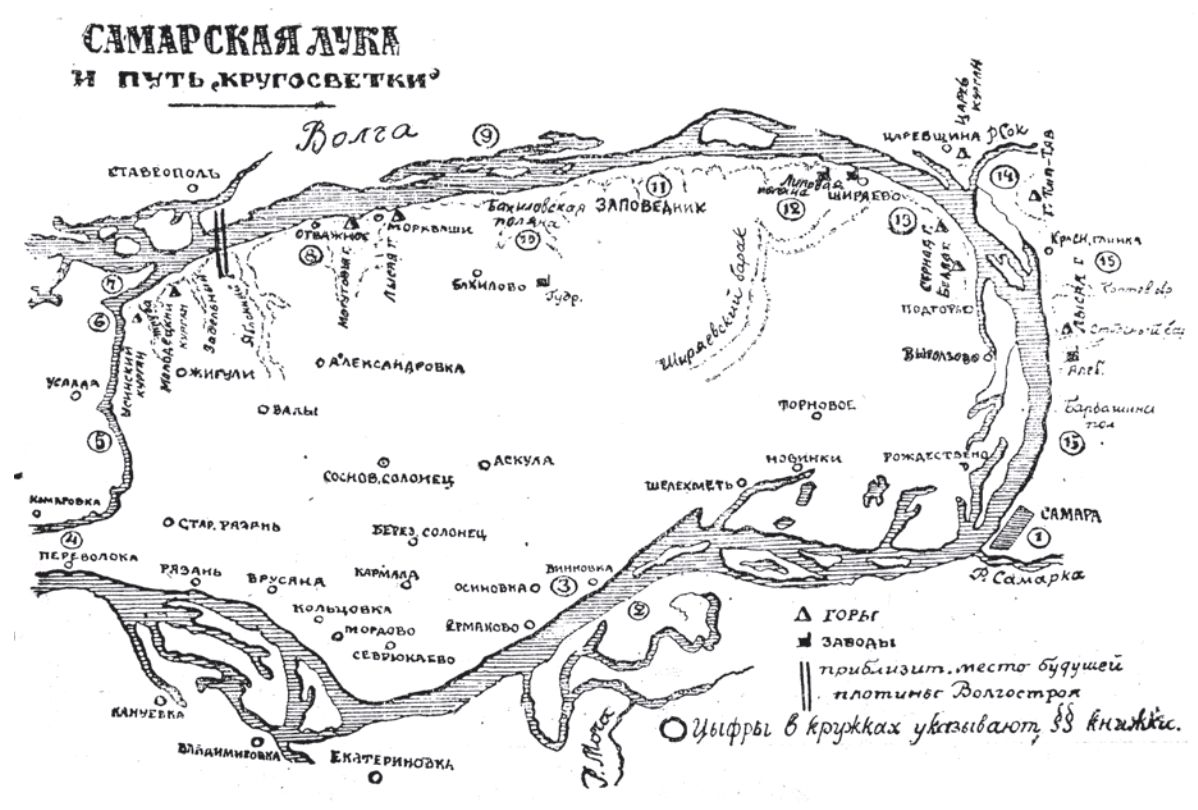
Схема Самарской Луки и приблизительное место строительства будущей ГЭС согласно планам в 1930 году

В конце 1920-х появилось обоснование необходимости строительства гидроузла не только в энергетических целях, но также и сельскохозяйственных. ГЭС и водохранилище давали возможность орошения огромных территорий Заволжья, находящихся в зоне рискованного земледелия из-за частых засух. В 1929 году комиссия получила официальный статус и стала называться «научно-исследовательское Бюро по изысканиям „Волгострой“». В начале 1930-х годов на государственном уровне поднялся вопрос об обеспечении транзитных глубин по Волге, достаточных для крупнотоннажного судоходства, для решения транспортных задач. В результате лоббирования самарскими властями региональных интересов и увязывания их с центральными появилось решение ЦК ВКП (б), по которому Госплан СССР должен был к 1932 году изучить проблему освоения водных ресурсов Волги. Проект Самарского гидроузла под названием «Волгострой» получил общесоюзный статус и широкую известность, вскоре он стал одним из ключевых компонентов масштабного государственного проекта комплексного использования водных ресурсов крупнейшей реки Европы «Большая Волга» в силу удобного географического положения региона, находящегося на пересечении железнодорожных и водных магистралей и хорошо подходящего как для прокладки линий электропередачи к основным промышленным районам, так и для развития местной промышленности.

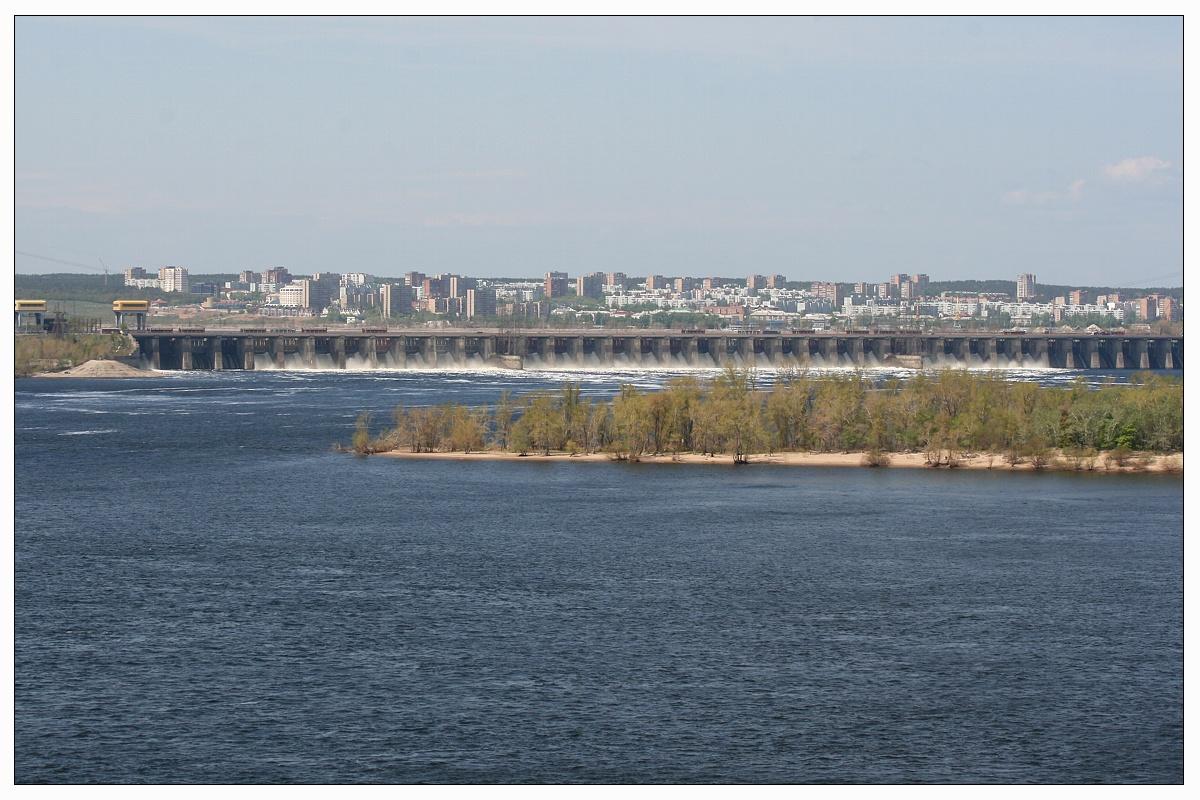
Жигулёвская ГЭС

По результатам изысканий проект гидроузла, его состав и расположение неоднократно изменялись, пока в 1936 году не была принята окончательная схема «Большой Волги», делавшая упор на крупные гидроузлы, с максимальным подпорным уровнем, что обеспечивало максимальную выработку энергии и судоходные глубины, хотя при этом и затапливались большие площади и наносился значительный ущерб рыбному хозяйству. В 1937 году был разработан проект гидроузла в составе плотины и гидроэлектростанции в русле Волги, в районе посёлка Красная Глинка, и судоходного канала и гидроэлектростанции на деривационном спрямлении у основания Самарской Луки. Осенью того же года началось строительство гидроузла, являвшегося крупнейшим в мире. Стройка широко освещалась в прессе, макет ГЭС был представлен на международной выставке в Нью-Йорке. Однако возникли серьёзные проблемы как с организацией строительства, так и с проектом столь масштабных работ, утверждение проектного задания затянулось более чем на год, оно неоднократно переделывалось и изменялось, техническое задание также составлялось с большой задержкой. По результатам геологических изысканий оказалось, что место, выбранное под строительство, требует значительных и дорогостоящих подготовительных работ. Кроме того, при разработке проекта не была учтена активная нефтедобыча выше по течению, в результате множество скважин попадало в зону затопления. Осенью 1940 года строительство, в которое были вложены уже сотни миллионов рублей, но которое должно было окончиться только через десять лет, было остановлено в пользу более краткосрочных проектов, лучше отвечающих нуждам обороноспособности государства в условиях напряжённой международной обстановки.
Вновь к проекту строительства гидроузла вернулись в 1949 году. Место строительства было перенесено вверх по течению, впервые в СССР для строительства масштабного гидросооружения был выбран участок, находившийся не на скальном основании, а на мягких песчаных грунтах. Была изменена организация работ, но вновь возникли задержки с утверждением проекта. Хотя проектирование велось параллельно со строительством, рабочие чертежи дорабатывались на местах, с уточнениями строителей, но в силу различных причин техническое задание было утверждено с задержкой на несколько лет, лишь незадолго до перекрытия Волги и пуска первого гидроагрегата. В проекте было применено несколько оригинальных решений, например пропуск донных водосбросов под гидроагрегатами, в дальнейшем нашедших широкое применение в мировой практике. Куйбышевская ГЭС была сдана в 1958 году, на тот момент она являлась крупнейшей гидроэлектростанцией в мире.
В дальнейшем прорабатывались вопросы строительства второй очереди ГЭС, на деривационном спрямлении Волги, в силу поднятия уровня которой, получившем значительный напор в нижнем бьефе, возможность создания ГАЭС или комплекса ГЭС/ГАЭС, однако ни один проект осуществлён не был.

## Российская империя
Первые сведения о проектах использования водных ресурсов Средней Волги относятся к XVIII веку. В 1763 году Главная соляная контора обратилась в Сенат с предложением прорыть канал для соединения рек Усы и Волга в её нижнем течении, что позволило бы сократить путь судов с солью в районе Самарской Луки в 6 раз. В 1766 году Сенат доложил Екатерине II о невозможности осуществления такого проекта из-за отсутствия финансовых и технических средств.
Академик И. И. Лепёхин, побывав на Самарской Луке в мае 1769 года, писал: «… при самой большой на Волге излучины, Самарскою лукою называемой, которая в округе около полутора ста вёрст составляет, и немалым служит препятствием подымающимся в верх разным судам как для перемены ветров, так и для затруднительного бечевника, по причине самовысочайших гор из всего Волжского берега, луку сию окружающих. Но у села Переволоки небольшой перешеек только версты на три, разделяет Волгу от реки Усы впадающей в Волгу пониже села Усолья. И так можно бы сделать много облегчения судовому ходу, и миновать почти всю луку, ежели бы Усу соединить с Волгою».
В середине XIX века географ П. И. Небольсин в своих «Рассказах проезжего» описывал уже практику подобного сокращения пути:

«Усолье прилегает к самой Волге, но с почтовой дороги реки ещё не видно. Отсюда идет крутой выгиб Волги, известный под названием Самарской Луки. Если луку эту огибать по самой реке, то путь этот составит верст полтораста, а потому небольшие суда, идущия снизу, разгружаются иногда у деревни ″Переволоки″ и отсюда, сухим путём, волоком, через село Рязань, доставляют товар к устью реки Усы, к селу ″Жигулёвой Трубе″; тут хозяева снова грузятся на суда. Этим же путём следуют и простые пловцы, выгадывая таким образом больше ста верст: вместо полутораста они делают только тридцать пять вёрст».
— 
К концу XIX века сформировался популярный до настоящего времени туристический маршрут: Жигулёвская кругосветка — со спуском на лодках по течению Волги до Переволок, после чего лодки перетаскивались в Усу, по которой спускались опять в Волгу.
В конце XIX века появились эффективные гидравлические двигатели и электрические генераторы. Это вызвало волну интереса к возможностям использования водных ресурсов. Появляется множество проектов использования водных ресурсов, в частности строительства гидроэлектростанций на Волхове, Днепре, Енисее, Оби, Свири и многих других реках. Первый проект использования волжских вод для получения электроэнергии появился в 1910 году, когда самарский инженер К. В. Богоявленский начал работу по проекту строительства гидроэлектростанции на Волге у Самарской Луки. Своей первоочередной задачей он ставил изучение энергетического потенциала Волги, технической осуществимости строительства гидроузла и анализ экономической эффективности. Конечной целью было обеспечение индустриального развития региона при помощи дешёвой энергии:

«…мы имеем… на Самарской Луке, благодаря исключительно благоприятным естественным условиям (геологическое строение Жигулей и Соколовых гор) единственное место, самой природой созданное для устройства плотины. Вообще в государственном масштабе это будет создание мощного центра энергии, распространяющего своё влияние на целые районы, лежащие в сотнях вёрст от Самары»
— 
Позднее к работе подключился инженер Г. М. Кржижановский. В результате проект гидроузла включал строительство гидроэлектростанции и плотины в Жигулях, а также электростанции, канала и шлюзов в Переволоках, с общей мощностью 588,4 тыс. кВт и стоимостью 130 млн рублей в ценах 1913 года. В 1913 году проект обсуждался на заседаниях Самарского отделения Русского технического общества, наделав немало шума и среди обывателей. Гидроэлектростанцию предполагалось построить на землях графа Орлова-Давыдова, которому принадлежала почти вся земля в Жигулях и значительные угодья на левобережье: «…они получили во владение избранную ими самими местность по Волге: всю Самарскую Луку и земли на левой стороне Волги, ниже Самары и около Ставрополя со всеми там живущими крестьянами». Самарский архиепископ Симеон даже писал графу Орлову-Давыдову 9 июня 1913 года: «На Ваших потомственных исконных владениях прожектёры Самарского технического общества совместно с богоотступником инженером Кржижановским проектируют постройку плотины и большой электростанции. Явите милость своим прибытием сохранить божий мир в Жигулёвских владениях и разрушить крамолу в зачатии». Однако граф приезжать не стал, ограничившись поручением управляющему имением дать отказ на такое строительство.
В свою очередь, в 1915 году Кржижановский писал своему другу: «Мне удалось войти в контакт с группой капиталистов, имеющих в своем распоряжении до 20 больших гидравлических станций в Италии и других странах. Я заинтересовал их „нашим“ предприятием на Волге…». Однако начинание успехом не увенчалось.

## При Советской власти

### Комиссия по электрификации

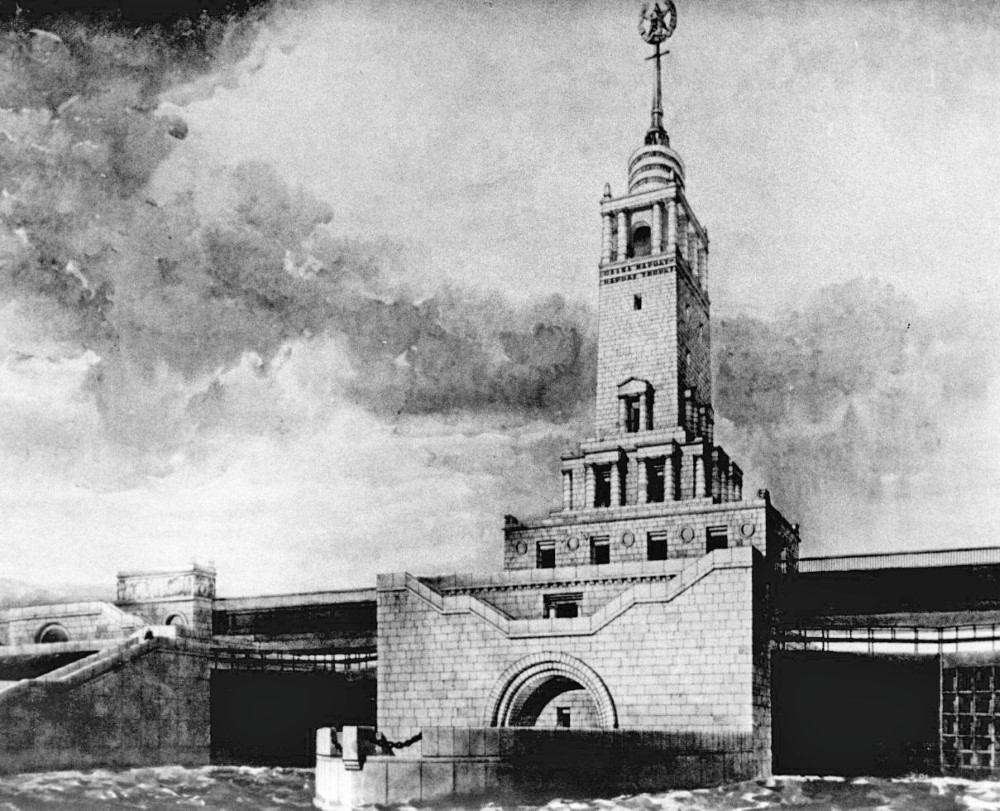
Фрагмент проекта внешнего оформления Жигулёвского гидроузла

Дальнейшие проекты строительства гидроузла в Самарской губернии появились вскоре после революции. В апреле 1918 года К. В. Богоявленский выдвинул новую идею. Он предложил построить на Самарской Луке гидроэлектростанцию, которая использовала бы разницу уровня высот в 6 метров на деривационном спрямлении рек Уса — Волга. Возможность строительства плотины на Волге, впрочем, также упоминалась.
В начале следующего года 5 энтузиастов-инженеров: К. В. Богоявленский, его брат, А. В. Богоявленский, А. Ф. Ленников, М. И. Гаврилов и Е. В. Лукьянов создали так называемую Комиссию по изучению возможности сооружения гидроузла. Позднее Лукьянов вспоминал, что сначала на группу «…смотрели не только в Самаре, но и Москве как на белую ворону. В лучшем случае благосклонно подсмеивались. Ругали не только обыватели, но и инженеры…». Однако руководство губернии поддержало инициативу, официально сформировав в апреле 1919 года «Комиссию по электрификации р. Волги в районе Самарской Луки» во главе с К. В. Богоявленским при научно-техническом отделе Самарского губернского совета народного хозяйства. На работу комиссии было выдано 73 тысячи рублей.
Экспедиция в составе 5 членов комиссии и 2 техников-топографов провела обследование водораздела между Усой и Волгой у Переволок и поймы Волги от Ставрополя до Самары, в местах, где было возможно строительство гидротехнических сооружений. Первые результаты с указанием дальнейших задач и планов были отправлены в Центральный электротехнический совет (ЦЭС) 25 августа 1919 года. В июле 1919 года собрание секции сильных токов ЦЭС в составе Г. О. Графтио, Г. М. Кржижановского и К. С. Мышенкова признало, «…что обследование р. Волги у Самарской Луки с целью использования гидравлической энергии представляет значительный интерес», однако позднее ЦЭС и Управление по сооружению водного хозяйства ВСНХ выдали заключение о непригодности применения энергии равнинных рек, поскольку при сооружении плотин затапливаются обширные пойменные территории. В начале 1920-х годов состояние экономики РСФСР и уровень технической оснащённости не позволяли осуществить этот проект из-за сложных и дорогостоящих проектно-изыскательских исследований. Все силы и средства государства были направлены на разработку и реализацию плана ГОЭЛРО, который не включал в себя строительство на Самарской Луке.
Комиссия, однако, не прекращала работы, в 1920 году опубликовав документ «Эскизный проект Волгостроя». Геодезические и гидрологические изыскания продолжались до 1923 года. Все работы, кроме бурения и топографических съёмок, проводились членами группы на общественных началах, в свободное от выполнения служебных обязанностей время. К 1924 году Комиссией был создан и обоснован проект Жигулёвского гидроузла в составе плотины на Волге с гидроэлектростанцией при ней, канала Ставрополь—Переволоки, гидроэлектростанции, шлюзов и плотоходов у Переволок. Общая мощность ГЭС предполагалась в 735,5 тыс. кВт.
21 декабря 1927 года Богоявленский выступал на заседании президиума губисполкома. Там он представил вариант проекта комплекса ГЭС на Самарской Луке, по которому 20 % стока направлялось бы в Переволокский гидроузел, а остальные 80 % — в Жигулёвский.

### «Волжская районная гидроэлектрическая станция. (К вопросу о Волгострое)»

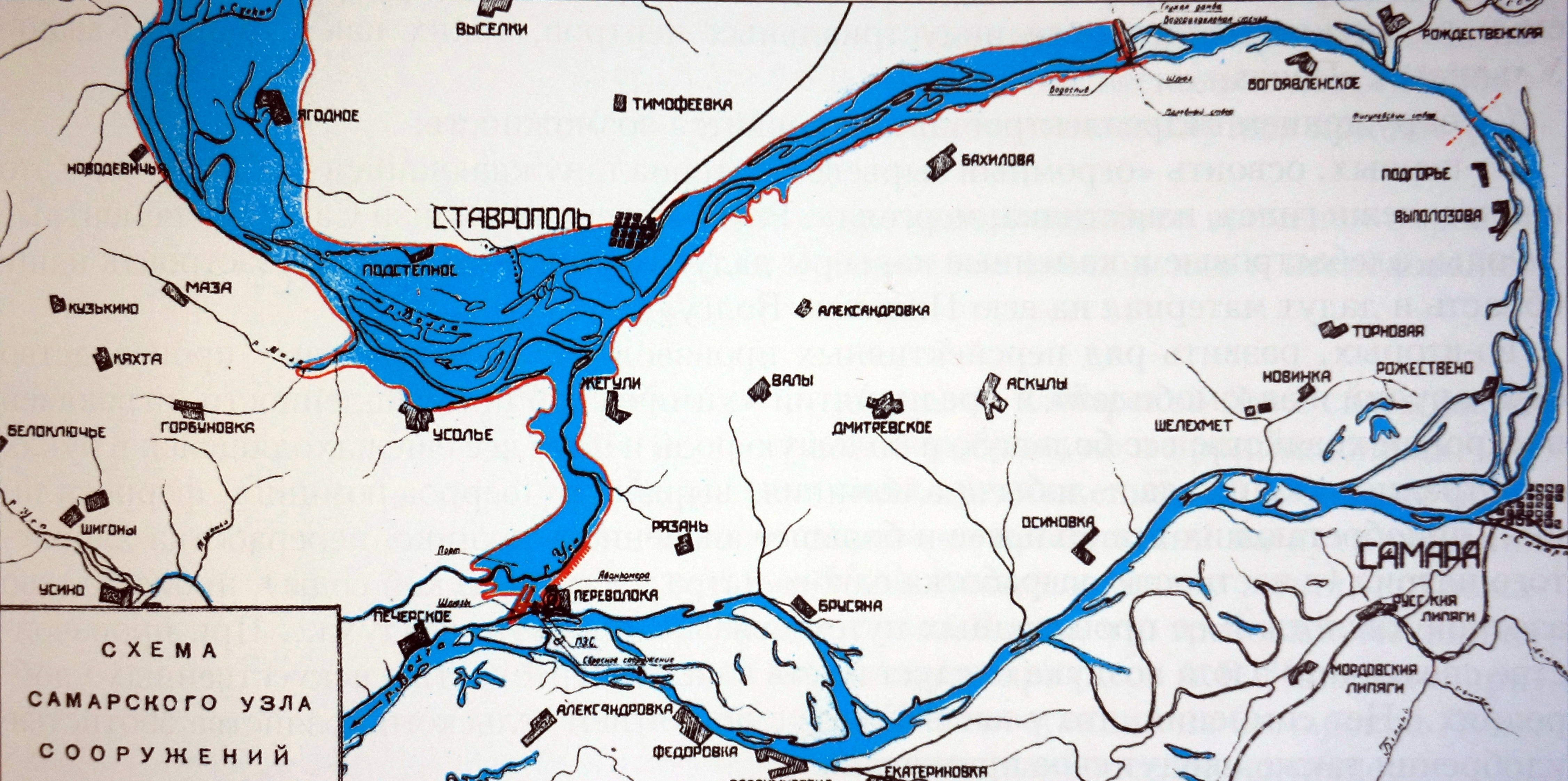
Схема Самарского узла гидросооружений

В 1928 году К. В. Богоявленский, которого, признавая его исключительно большую роль в проектировании гидроузла, характеризуют как «…неутомимого агитатора и фанатика Волгостроя», опубликовал свою брошюру: «Волжская районная гидроэлектрическая станция. (К вопросу о Волгострое)».
В работе подробно излагался хорошо просчитанный с технической и экономической точки зрения проект комплекса из двух мощных гидроузлов — в основном русле Волги и в Переволоках. Расчёты Богоявленского показывали, что такой проект «не менее осуществим», чем уже возведённые к тому времени старая Асуанская плотина на Ниле, Панамский и Суэцкий каналы, и его реализация позволила бы «создать энергетическую базу в Поволжье, довольно быстро окупить вложения, принести несомненную пользу для республики».

«Средне-Волжская область представляет собой аграрную страну… Экстенсивные способы ведения сельского хозяйства в условиях сурового континентального, подверженного периодическим засухам климата создают неустойчивость урожаев… От неустойчивости главного фактора жизни области — урожая — создаётся неустойчивость всего экономического её положения и бюджета. Последний, основанный на такой шаткой… базе, как урожай, всегда может оказаться дефицитным… Выходом из создавшегося тяжёлого положения… явилось бы создание в области мощной промышленности…

Проблема индустриализации Средне-Волжской области вплотную упирается в вопрос о дешёвых источниках энергии».— 
В обосновании автор не забыл и об экономии невозобновляемых ресурсов, цитируя американского эксперта Купера по поводу Днепростроя «Замена 650 тыс. л. с. тепловой энергии гидроэлектрической дает экономию по меньшей мере 300 млн пудов угля в год», присовокупив собственные расчёты сокращения расходов «на транспортировке топлива ввиду перехода на электричество, от спрямления Самарской Луки, от уменьшения землечерпания и т.д…»
Схему будущего гидроузла Богоявленский видел следующим образом. В районе «Жигулёвских ворот» устанавливалась плотина длиной 2800 м, с глухим водосливом длиной 1280 м. Создание наивысшего подпора производится производится системой съёмных или подъёмных щитов. В районе плотины сооружалась гидроэлектростанция, на которой устанавливалось 8-9 гидроагрегатов с рабочей высотой турбин около 11 метров и общей мощностью примерно в 200 000 л.с. Излишки воды направлялись в канал Ставрополь—Переволоки, использующий русло Усы. У Переволок должна была находиться вторая гидростанция мощностью до 500 000 л.с. Канал должен был быть судоходным, у плотины также должен был сооружён небольшой шлюз. При плотинном гидроузле предполагался шлюз меньших размеров.
Выгоды от строительства подобного гидроузла Богоявленский описывал так:
- строительство гидроэлектростанции будет способствовать активной разработке залежей гипса, известняка, мергеля, в результате расположенные в окрестностях цементные заводы, алебастровые и каменные карьеры будут производить дешёвые строительные материалы, достаточные для застройки области и соседних регионов.
- будет возможно развитие промышленности, в том числе энергоёмких отраслей: производство сельскохозяйственных машин, автомобилей и химической промышленности: «Нет сомнения, что у нас в Союзе с поднятием сельского хозяйства азотистые удобрения также найдут своё применение»[30][Комм. 1].

Не было забыто и сельское хозяйство: созданное водохранилище и вырабатываемую ГЭС энергию предполагалось использовать для орошения Заволжья, являвшегося зоной рискованного земледелия.
О дальнейших работах по строительству гидроузла Богоявленский оставил прогноз, ставший во многом пророческим:

«Природа наградила нашу область специальной Самарской Лукой, скальным основанием для плотины, сама прорыла на 90 % Усинский канал, надо только закончить её работу. Но, увы, легче победить природу, чем инерцию привычных мыслей, пугающихся всего крупного, и только усилие воли тысяч смелых людей, поверивших в осуществимость этой технической идеи, может привести нас к осуществлению её. И первым этапом постройки явится составление серьёзного проекта, основанного на многолетних исследованиях ряда инженеров, экономистов и пр. Эта серьёзность изысканий — основное требование. Ряд ошибок на крупных работах стоит нам больших миллионов, только потому, что мы экономим на составлении проекта и на предварительных изысканиях маленькие тысячи.»— Вечный двигатель, 2007, с. 31

### Проект Чаплыгина

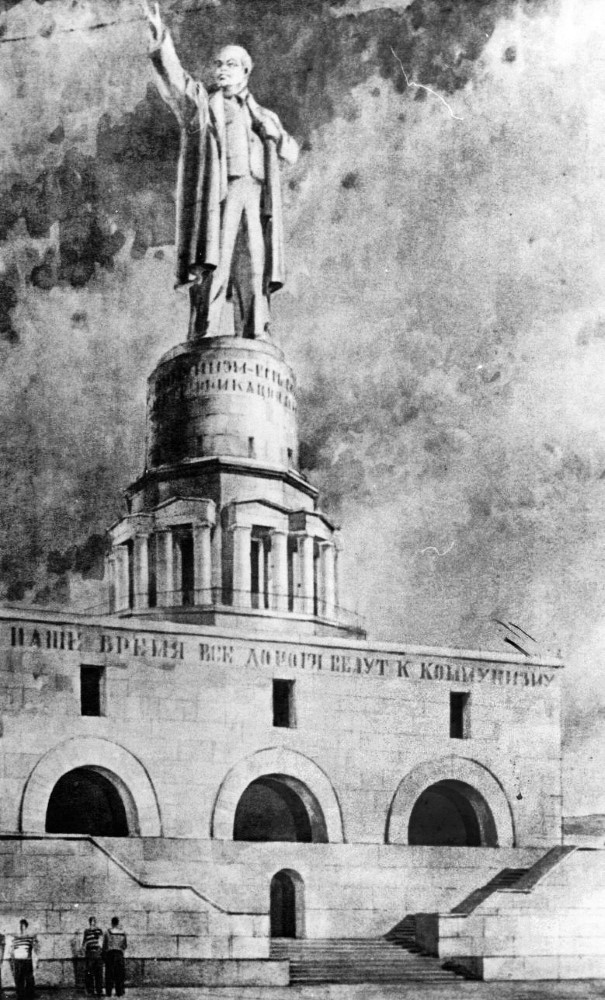
Фрагмент проекта внешнего оформления Жигулёвского гидроузла

В 1927 году СНК СССР поручил Госплану СССР провести работы по уточнению схемы ирригации страны. Для этой цели была создана особая комиссия под председательством сотрудника водной секции Госплана профессора А. В. Чаплыгина. Чаплыгин выдвинул идею о возможности орошения около 2 млн га посевных территорий Заволжья, часто страдавших от засухи, при помощи волжской воды. Однако подлежащие поливу территории находились на 30-70 метров над уровнем Волги в межень. Механический подъём воды на такие высоты был оправдан лишь при условии наличия достаточного количества электроэнергии.
В 1928 году Чаплыгин опубликовал свои расчёты. Он предлагал построить в верхней части Самарской Луки донную перемычку, позволяющую увеличить подпорный уровень на 3 метра. Тогда гидростанция у Переволок, в нижней части деривационного спрямления, получит напор в 9,5 метров, что позволит установить её мощность в 210 тысяч кВт и среднегодовую выработку в 1,54 млн кВт·ч. Стоимость строительства была оценена им в 178 млн рублей, и себестоимость 1 кВт·ч предполагалась в 0,98 копейки. Это позволило бы орошать 575 тыс. га сельскохозяйственных угодий, причём заметно дешевле, чем с помощью иных источников энергии. С этого времени со строительством гидроузла на Самарской Луке связывается решение не только энергетических и транспортных задач, а также и ирригационных.

### Волгострой

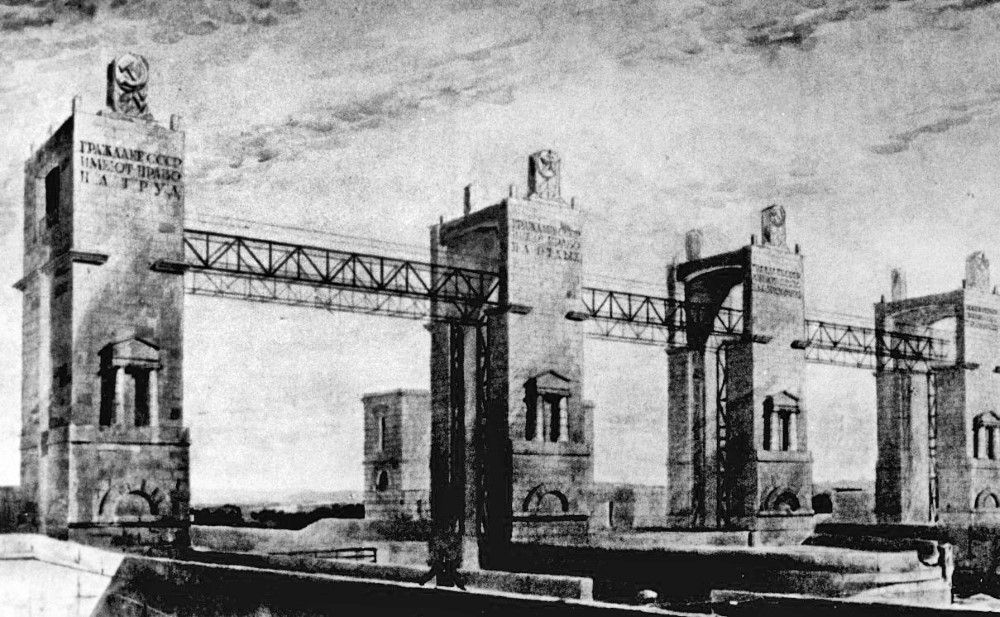
Фрагмент проекта внешнего оформления Жигулёвского гидроузла

В конце 1920-х годов необходимость ускоренной индустриализации края и острый дефицит электроэнергии вынудили областные власти активизировать работу по поиску источников дешёвой энергии. При недостатке дров, высоких ценах на уголь и невыгодности переработки нефти имелось только два варианта её получения: местные горючие сланцы и гидроэнергетика.
19 января 1929 году самарскую комиссию преобразовали в научно-исследовательское бюро по изысканиям «Волгострой» при плановом отделе Средневолжского областного исполкома с участием в нём К. В. Богоявленского. Волгостроем стал называться и сам план сооружения самарского гидроузла. Главным инженером бюро стал А. В. Чаплыгин, активно участвовавший в проектировании и пропаганде идеи строительства ГЭС. Президиумом облисполкома были выделены средства «для организации и производства научно-исследовательских работ…», сотрудники бюро стали получать зарплату.
К 1930 году Средне-Волжская область продолжала оставаться преимущественно аграрным регионом, с удельным весом сельскохозяйственной продукции 72,4 % при 60,7 % в среднем по РСФСР. Чаплыгин полагал, что промышленное развитие региона «…в целом определяется в первую очередь по совокупности транспортных и энергетических показателей, причём значение последнего фактора настолько велико, что при известных условиях он предопределяет переработку в районе не только местного, но и привозного сырья», поэтому при проектировании гидроузла приоритет отдавался энергетической составляющей. Перед бюро стояла задача разработать проект гидростанции у Самарской Луки, которая при напоре в 20 метров давала бы 8-9 млрд кВт·ч энергии. По расчётам Чаплыгина, 62,3 % производимой энергии потреблялось бы в самом регионе, где основным потребителем (77 %) должна была стать промышленность (металлообрабатывающее (48,2 %) и химическое производства (31,5 %)), на втором месте находилось сельское хозяйство (19,6 %).

Действительно, поскольку возникает мысль о пересечении для судоходных и энергетических целей Луки по основанию, то этой мысли природа в очень большой мере пошла навстречу… Остается лишь небольшой, узкий Волго-Усинский перешеек в 2 км с лишним шириною, который нужно преодолеть, чтобы получить сообщение северной части Самарской Луки с южной по её основанию.
Центральное географическое положение Самарской Луки… обуславливает широкие перспективы использования здесь больших количеств гидроэнергии как в целях развития электроемких производств, так и в целях передачи её в смежные, дефицитные по энергии районы…

Географическое расположение Самарской гидростанции в центре Поволжья на пересечении Волги с железнодорожными путями, идущими в промышленные центры и в Сибирь и Среднюю Азию, определяет развитие здесь крупного промышленного центра… Проектировка Энергетического института определяет потребность района в энергии к 1947 году в 1640 млн кВт/час и 300 тыс. кВт мощности.— Чаплыгин А. В. Гидротехническая реконструкция Самарской Луки и её энергетическое, транспортное и ирригационное значение // Труды ноябрьской юбилейной сессии 1933 г. Проблемы Волго-Каспия. — Л.: Издательство Академии наук СССР, 1934. — Т. I. — С. 62—75. — 628 с. — 3000 экз.
В 1930 году бюро были опубликованы два новых варианта Жигулёвского гидроузла с величинами напора у плотины в 15 и 20 метров. По результатам бурения, показавшим сложность гидрогеологических условий в районе Жигулёвских ворот и необходимость значительных дополнительных исследований, Чаплыгин предложил строить плотину выше по реке, на песчаных отложениях в районе Ставрополя. Предполагалось несколько возможных вариантов размещения створа плотины: непосредственно ниже Ставрополя, ниже села Фёдоровка или ниже устья реки Сок. Длина водосливной плотины должна была составить 2500 метров, деривационный узел должен был состоять из канала, ГЭС и судоходных шлюзов. Рассматривались различные варианты плотины и деривационного канала. Мощность гидроэлектростанции должна была составить до 1600 МВт, а стоимость 1 кВт — около 1 коп., общая стоимость всего сооружения — около 1 млрд 200 млн руб.
Самарский общественный деятель, историк и краевед профессор П. А. Преображенский так писал о проекте: « …сейчас разрабатывается грандиозный проект электрической установки на Волге как раз в области Самарской Луки (Волгострой). Примерно под Ставрополем русло Волги предполагается перегородить плотиной, при которой устроена будет электрическая гидростанция с установленной мощностью 250 000 киловатт. Главную же массу вод, скопляемых перед плотиной, предполагается направить по каналу по долине Усы к Волге. Канал будет состоять из 2-х частей: судоходной и подводящей к гидростанции. Для пропуска судов и плотов по судоходному каналу устроены будут шлюзы. На подводящем канале расположена будет Переволокская гидростанция, с установленной мощностью 450 000 киловатт».
После доклада Средневолжского крайкома 12 февраля 1930 года ЦК ВКП(б) принял решение «предложить Госплану не позднее, чем в двухлетний срок, проработать проблему Волгостроя как с точки зрения энергетической, так и ирригационной». Предполагалось, что уже к 1 апреля 1932 года Совнаркомом СССР будет утвержден проект строительства, чтобы в 1937—1938 годах гидроузел вступил в строй. Отныне и в столице волжская проблема оценивалась не только как транспортная. Проектно-изыскательские исследования начали переводиться на центральный бюджет.
Основную сложность в составлении проекта гидроузла на Самарской Луке представляли два фактора:
- впервые в СССР проектировалась плотина с высоким уровнем подпора (20[8], а по отдельным проектам и 28 м[50]), лежащая на песчаном основании.
- предполагался огромный объём научно-исследовательских, проектно-изыскательских и строительных работ.

В материалах Госплана сохранились замечания, что для составления проекта отведены сверхкраткие сроки, а район строительства в гидрогеологическом отношении изучен весьма недостаточно. Эти сложности и привели к тому, что проект неоднократно пересматривался, и в был воплощён в реальность лишь в 1949—1957 годах. Дополнительную сложность представляла необходимость увязки характеристик Самарского гидроузла с общей концепцией и точными характеристиками других волжских гидроузлов, запланированных к строительству.

### Большая Волга

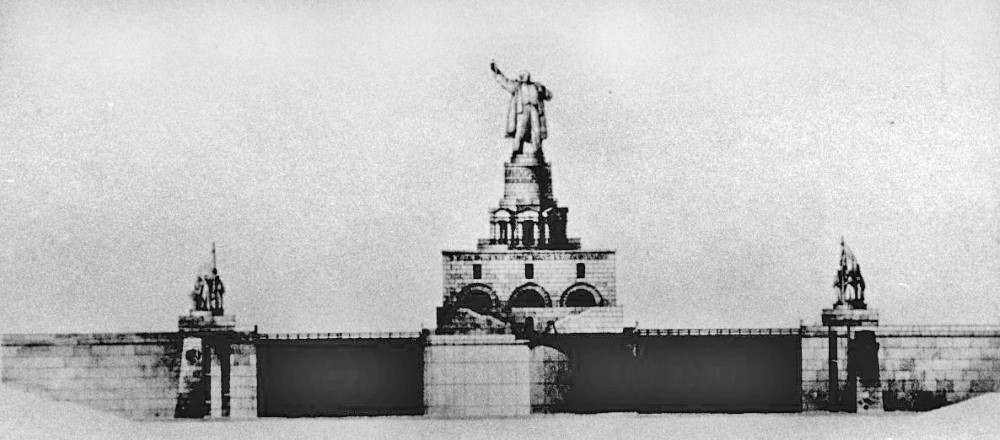
Фрагмент проекта внешнего оформления Жигулёвского гидроузла

15 июня 1931 года пленум ЦК ВКП(б) принял резолюцию, что «…ЦК считает необходимым коренным образом разрешить задачу обводнения Москвы-реки путём соединения её с верховьем Волги и поручает московским организациям совместно с Госпланом и Наркомводом приступить немедленно к составлению проекта этого сооружения с тем, чтобы уже в 1932 году начать строительные работы…».
В июне 1931 года при секторе капитальных работ Госплана СССР было организовано постоянное совещание по проблеме Большой Волги, в которое входили представители Госплана РСФСР, ВСНХ СССР, НКПСа, Наркомзема СССР, Наркомвода, Наркомснаба, Энергоцентра, Волгостроя, крайисполкомов Нижней и Средней Волги, Нижегородского края, СНК Татреспублики, исполкомов Ивановской, Уральской, Ленинградской и Московской областей, ЦК ВЛКСМ и секторов Госплана СССР. Совещание создавалось для координации «…проводимых различными ведомствами, хозяйственными, научными и административными органами работ, связанных с использованием в энергетическом и транспортном отношении бассейна р. Волги…». Как отправная точка в разработке масштабного плана по реконструкции Волге на всём её протяжении были выбраны наработки «Волгостроя», поэтому бюро Средневолжского крайисполкома вскоре вошло в состав треста «Гидроэлектрострой» (позже — «Гидроэлектропроект») Энергоцентра ВСНХ СССР. Председатель Средневолжского крайисполкома А. Н. Брыков так комментировал ситуацию: «Волгострой может быть осуществлен независимо от проблемы „Большой Волги“, от разрешения которой он бесспорно выигрывает, но соображения общегосударственного характера диктуют необходимость объединить силы».
В период с 1931 по 1936 год разрабатывалось множество различных вариантов преобразования Волги, с этой целью проводились сотни заседаний и совещаний. В общей схеме «Большой Волги» постоянно менялось и количество входящих в неё гидроузлов и их параметры. Только до 1934 года на экспертизу Госплана поступило различных 14 проектов. По современной оценке объём материалов составлял 667 томов и книг. При этом во всех схемах присутствовал Самарский гидроузел, которому уделялось особое внимание, ведь он находился бы на пересечении водных и железнодорожных магистралей рядом со значительными сырьевыми ресурсами и давал бы огромное количество дешёвой энергии — до 9,2 млрд кВт·ч.
Особое значение Самарского гидроузла было подчёркнуто и в резолюции ноябрьской сессии Академии наук СССР 1933 года, посвященной проблеме Волги и Каспийского моря:

«Особенно велико… значение Самарской гидроцентрали, занимающей по своему географическому положению центральное место как в отношении высоковольтной сети, так и в отношении железнодорожных и водных транспортных магистралей и являющейся вместе с тем мощным источником энергии для промышленного и ирригационного хозяйства Заволжья.»
— Резолюция по докладам проф. Г. К. Ризенкампфа, проф. А. В. Чаплыгина, акад. Б. Е. Веденеева по проблеме реконструкции Волги // Труды ноябрьской юбилейной сессии 1933 г. Проблемы Волго-Каспия. — Л.: Издательство Академии наук СССР, 1934. — Т. I. — С. 210. — 628 с. — 3000 экз.
В 1931 году институтом энергетики и электрификации АН СССР было дано энергетическое обоснование Самарской ГЭС мощностью 2 млн кВт·ч с годовой выработкой 9 млрд кВт·ч. В 1932 году бюро «Большая Волга» планировало Самарскую ГЭС мощностью 1,3 млн кВт·ч с выработкой 8 млрд кВт·ч в год. В 1933 был выпущен схематический проект Самарской ГЭС из двух гидроузлов: речного на Волге и деривационного у Переволок. Общая годовая выработка предполагалась в 8-9 млрд кВт·ч.
Наиболее известен проект, изложенный инженером Б. Рыбинцевым в 1935 году в журнале «Техника — молодёжи». В статье «Гигант на Волге» описывались планы строительства гидроузла в районе Самарской Луки. Предлагалось соорудить в северной части Луки подпорное сооружение из глухой земляной плотины с бетонным водосбросом и судоходными шлюзами, что подняло бы уровень в Волге на 23 метра. Реку также предстояло направить в деривационный канал к южной части луки, где была бы расположена гидростанция. Причём, если использовать для канала русло Усы, то можно было сократить его длину на 22,5 км, так что для преодоления водораздела оставалось бы прорыть лишь 2,5 км канала. Канал предполагалось строить шириной около 400 метров и с максимальной глубиной до 50 м. С учётом поднятия Волги и естественной разницы в уровнях полный напор у гидроэлектростанции должен был бы составлять 28,5 метров. Это дало бы около 7-8 миллиардов кВт⋅ч электроэнергии в год при мощности ГЭС в 1,5 млн кВт. Была дана оценка объёмов работ на строительстве гидроузла: необходимо было переместить 85 млн м³ мягких грунтов и 34 млн м³ скальных и уложить 3,2 млн м³ бетона. Стоимость строительства оценивалась в 2,5 млрд рублей, и завершить его предполагалось возможным за 8-10 лет.
Также указывалось на удобное расположение Самарской Луки, находящейся на равном удалении от основных промышленных районов: Горьковско-Московского, Сталинград-Донбасского и Южно-Уральского, что позволило бы подавать энергию по необходимости в каждый из них, сделав ГЭС важным регулятором энергосистемы СССР. Улучшение судоходства из-за подъёма уровня Волги предполагалось до Чебоксар вверх по Волге и до Чистополя по Каме, а за счёт регулирования стока — вниз до Астрахани, тем самым обеспечив на протяжении 2300 км судоходную глубину в 3-3,5 метра против существовавших 2,15 м. Рассказывалось и про перспективы орошения Заволжья, находящегося в зоне неустойчивого увлажнения. Кроме того, автор писал, что создание подобного гидроузла решит целый ряд иных, менее масштабных, но всё же важных вопросов: водоснабжение приволжских фабрик и заводов, появление новых видов рыб, приспособленных к жизни в глубоких озёрах, регулирование паводков, улучшение общих навигационных условий.

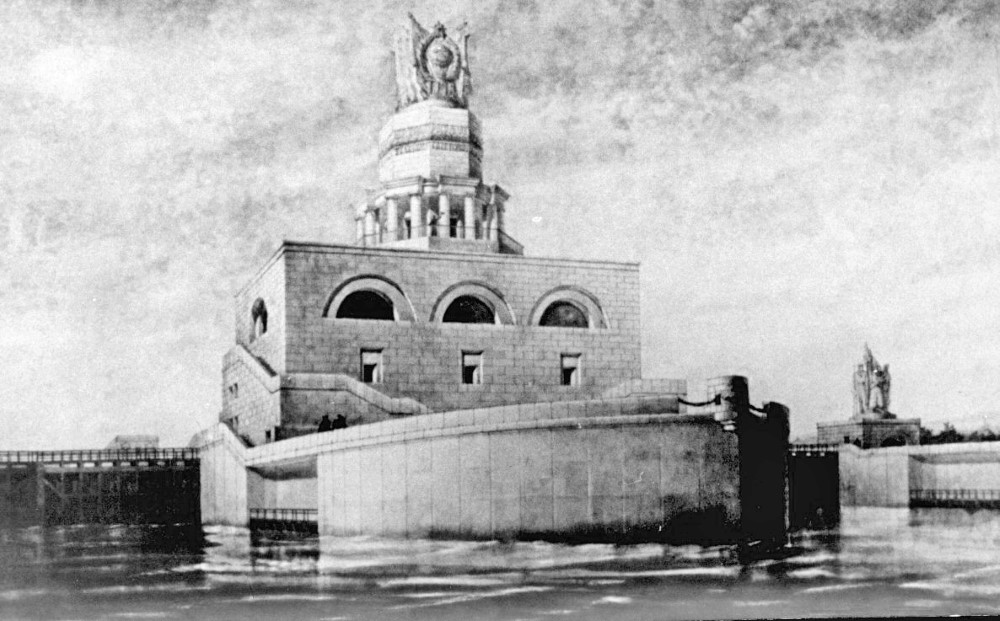
Фрагмент проекта внешнего оформления Жигулёвского гидроузла

От идеи размещения створа плотины у Ставрополя проектировщики были вынуждены отказаться, в стране не имелось ни теоретических, ни экспериментальных данных для составления подобного проекта, не говоря уже о реальном опыте строительства таких крупных гидросооружений на мягких грунтах. Пришлось искать места, где плотина лежала бы на твёрдом основании. Исследовались участки у Молебного оврага, у Царевщины и Красной Глинки, схема предполагаемого гидроузла и его параметры продолжали изменяться.
На Самарской Луке развернулись активные исследования инженеров-геологов, проводивших изыскания как для проектирования гидроузла, так и для нефтяников. Исследовался сам полуостров, левобережье между Ставрополем и Красной Глинкой, берег Волги у села Переволоки, долина Усы и Волго-Усинский водораздел. В 1935 году была проведена сейсморазведка, составлена карта подземного рельефа Жигулёвских гор, изучалась трещиноватость. По итогам исследований геологической группы А. С. Баркова было определено, что в Жигулёвских горах имеется целый комплекс пещер, имеющих сквозные выходы, из-за чего может произойти утечка воды из водохранилища в обход плотины с затоплением Самары и иных городов ниже по течению. Однако насущная необходимость дальнейшей электрификации европейской части СССР, орошения Заволжья и улучшения судоходства по Волге, вынуждала пренебречь рисками строительства в этом месте, тем более, что они широко не афишировались. Вообще всякая критика Волгостроя, в том числе из-за негативных последствий на экосистему Волжского бассейна, воспринималась не иначе как вредительство и очернение советского строя.
Постепенно изыскания сосредотачивались вокруг Жигулёвских ворот — места, где Волга прорезала массив Жигулёвских гор, отделив их от Сокольих гор, в наиболее узком месте между горами Серная на правом берегу и Тип-Тяв на левом. Был создан схематический проект гидроузла, проведена аэрофотосъемка пойм Волги, Камы, Вятки, Суры, заложен опытный котлован в пойме левого берега Волги.
В 1936 году экспертная комиссия Госплана СССР во главе с Б. Е. Веденеевым утвердила схему «Большой Волги», по которой основной упор был сделан на крупные гидроузлы, с максимальным подпорным уровнем, что обеспечивало максимальную выработку энергии и судоходные глубины, хотя при этом и затапливались большие площади и наносился значительный ущерб рыбному хозяйству. Ориентация на энергетику и транспортные нужды и определила дальнейшую эволюцию проектов волжских гидроузлов. В условиях государственной собственности на землю, наличия огромных людских и производственных ресурсов ГУЛАГа, удачного опыта строительства первых крупных гидроузлов, накопленного научно-технического потенциала и тенденции экстенсивного использования природных ресурсов приоритетными стали масштабные, особо крупные проекты. По новой схеме «Большой Волги» Самарская ГЭС должна была иметь мощность 2,7 млн кВт и выработку в 11,5 млрд кВт·часов в год. Строить гидроузел предполагалось в две очереди: сначала ГЭС мощностью в 700 тыс. кВт при плотине, затем ГЭС у Переволок мощностью 2000 тыс. кВт. Схематический проект бюро «Большой Волги», составленный в том же году, предусматривал расположение ГЭС в Царёво-Курганском створе, где имелись скальные основания для размещения бетонных сооружений. На Волге должны были разместиться бетонная и земляная плотины, обеспечивающие напор в 31 метр, гидроэлектростанция с установленной мощностью в 1,5 млн кВт и судоходные шлюзы. Бетонные сооружения располагались на известняках, земляные плотина — на песках. Деривационный узел состоял из гидроэлектростанции в 1 млн кВт, судоходного канала со шлюзами и установки для перекачки нефти. Общая мощность составляла 2,5 млн кВт, а годовая выработка электроэнергии 14 млрд кВт·ч. Половину всей электроэнергии планировалось использовать на местные нужды, в том числе ирригацию, а половину передавать в Москву, Иваново, Горький и на Урал. Позднее было решено отказаться от строительства второй ГЭС, и строить гидростанцию только при плотине.
Предполагалось, что созданное водохранилище обеспечит судовой ход глубиной в 3-3,5 метра как вверх, так и вниз по Волге. Обнаруженные в ходе геологических изысканий большие карстовые каверны в известняке под основанием будущей плотины предполагалось заделать цементацией или силикатизацией. Предварительный объём бетонных работ оценивались в 6 млн м³, что не только не смущало строителей, но наоборот, привлекало в силу широко распространённой в 1930-е годы гигантомании. По верхней части плотины проектировщики намечали провести автомобильную и железную дороги, которые затем должны были пересечь всю Самарскую Луку и выйти к Сызрани.
К весне 1937 года комиссия Наркотяжпрома СССР одобрила проект, признав его осуществимость, большое народохозяйственное значение и неотложность осуществления.

### Проект Емельянова

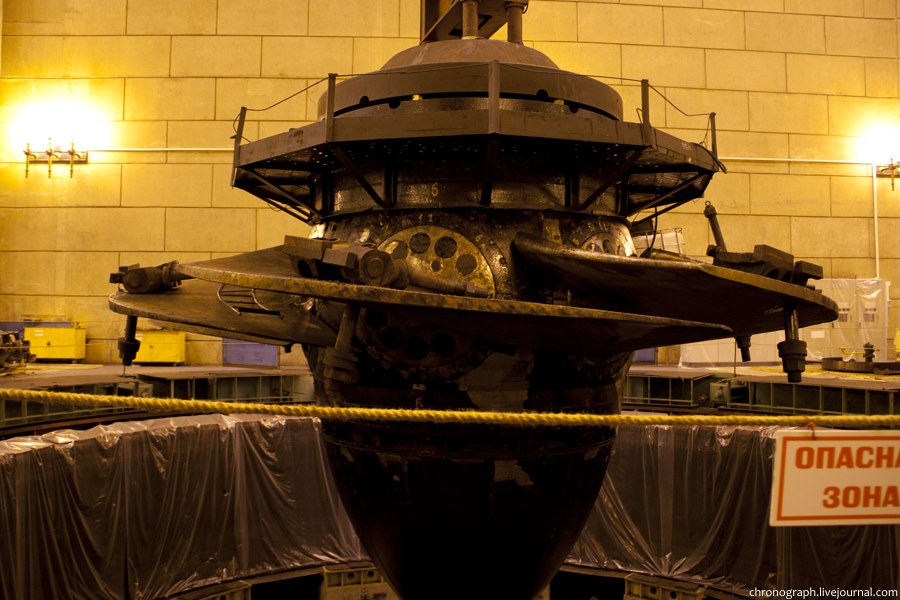
Рабочее колесо гидротурбины. Вес 426 тонн

В 1930—1931 годах со своим проектом освоения водных ресурсов Волги в Среднем Поволжье выступил изобретатель-самоучка из Сызрани, фельдшер по образованию, В. Емельянов. Проект предусматривал относительно небольшие масштабы регулирования Волги и затопления. Автор направил свои материалы в различные инстанции, в том числе в Средневолжский крайисполком.
По данному проекту сооружение плотины предполагалось в районе Шеланги в Татарстане или между казанским мостом через Волгу и Казанью, где грунт позволял обеспечить подпор водохранилища в 25 метров. По сравнению с проектом «Волгостроя» имелся ряд преимуществ:
- прямая экономия в 20 млн рублей
- больший на 5-10 метров подпор позволяла вырабатывать больше энергии,
- большая лесистость местности и меньшая площадь затопления уменьшали потери воды на испарение и просачивание в грунт,
- возможность самосплава Камского леса, и экономия на строительстве соответствующего флота,
- из-за особенностей территории водохранилище меньше заносилось бы песками,
- экономия в 40 млн рублей на уменьшении числа переносимых домовладений и предприятий на 20 тысяч,
- отпадала бы необходимость в дорогостоящем Переволокском канале
- река Свияга с помощью шлюзов становилась бы судоходной.

Проект получил известность, 30 марта 1931 года автор был приглашён с докладом в Москву на расширенное заседание производственного сектора при месткоме Волгостроя. В ходе заседания ряд положений Емельянова консультантами Волгостроя был признан совершенно верными, так что в конце заседания сторонников проекта Чаплыгина не оказалось, и проект Емельянов был направлен на дополнительную экспертизу. В окончательном заключении технического отдела Волгостроя были отмечены верность предположений изобретателя о влиянии обоих гидроузлов на Волгу, а также о влиянии подпора на движение наносов из устьевых частей мелких притоков Волги. В то же время предложение по использованию Свияги для судоходства и получения энергии, прогнозы в отношении самарских пристаней и занесения фарватера песками были признаны ошибочными.
Дальнейшая судьба проекта неизвестна, фактически ни одно из предложений изобретателя учтено не было.

### Проект Авдеева и Никольского
Ещё одним известным проектом освоения водных ресурсов Волги стал проект инженеров Авдеева и Никольского.
Проект рассматривался на Междуведомственной экспертной комиссии секции водного хозяйства Госплана СССР по схеме «Большая Волга») 21-26 июня 1931 года под председательством В. Г. Глушкова. Он основывался на проекте «Большой Волги», но имел ряд заметных отличий. Предполагалось строительство меньшего, по сравнению с «Большой Волгой» количества гидроузлов, однако с бо́льшим подпором. За счёт этого обеспечивалась глубина фарватера до 15 метров для возможности прохождения в том числе океанских судов. При помощи волжской воды планировалось обеспечить самотёчное орошение 40 млн га сельскохозяйственных угодий Заволжья. Из-за снижения расхода Волги должно было начаться понижение уровня Каспийского моря с обнажением новых соляных и нефтеносных месторождений.
В ходе дискуссии выяснилась недостаточная обоснованность проекта, требовавшая дополнительных изысканий и съёмочных работ. В дальнейшем к проекту не возвращались.

## Строительство 1937—1940-х годов

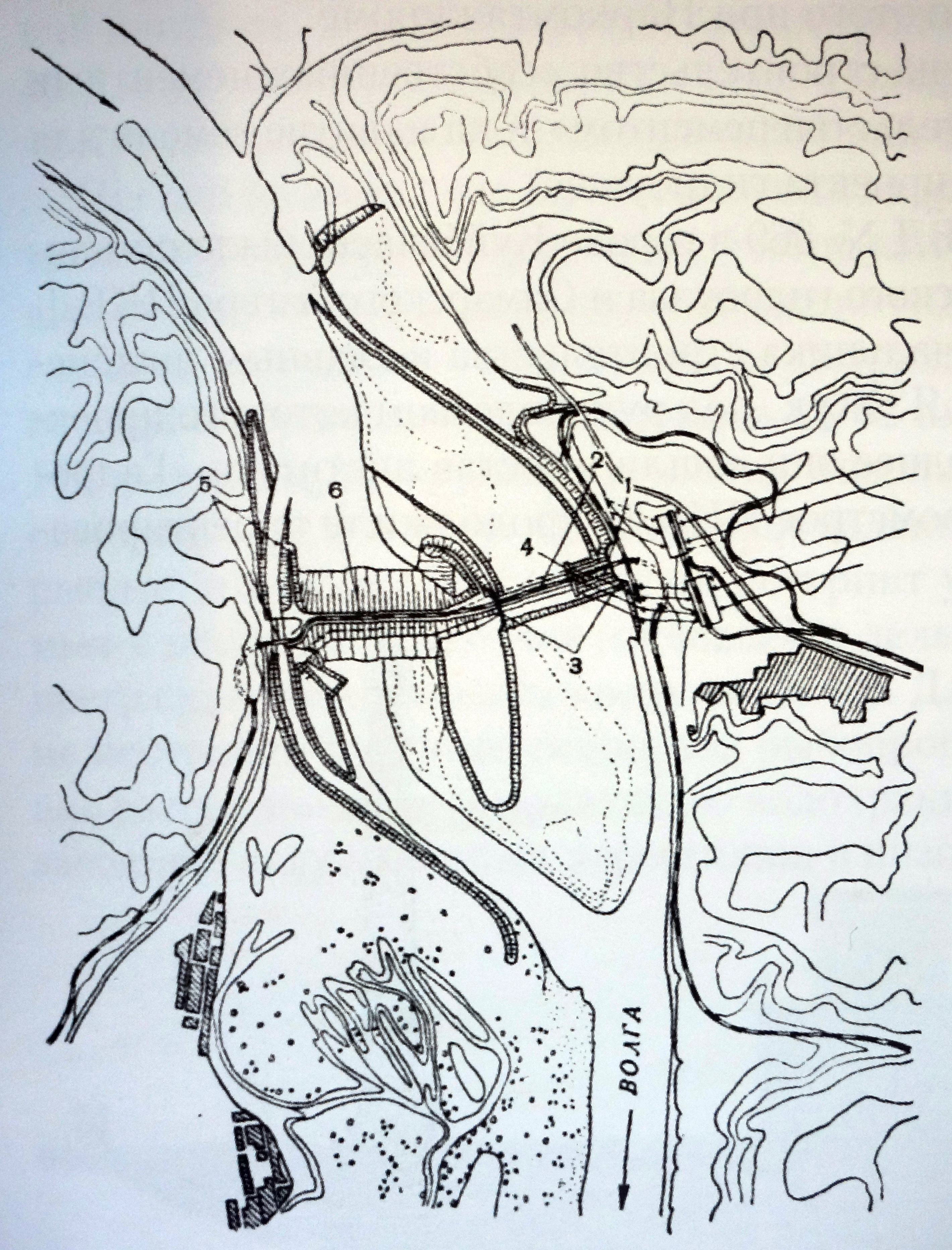
Жигулёвский гидроузел. Проект 1940 года. 1 — гидроэлектростанция, 2 — бетонная водосливная плотина, 3, 4 — рыбоходы, 5 — судоходный канал, 6 — земляная плотина

10 августа 1937 вышло в свет совместное Постановление СНК СССР и ЦК ВКП(б) № 1339 «О строительстве Куйбышевского гидроузла на реке Волге и гидроузлов на реке Каме». Было создано управление строительства Куйбышевского гидроузла (СКГУ), которое возглавил С. Я. Жук. Разработка проекта гидроузла также возлагалась на СКГУ, проектное задание должно было быть предоставлено в СНК СССР к 1 января 1938 года, технический проект к 1 мая 1939 года. Не были определены ни примерные сроки строительства, ни общая стоимость затрат.

### 1938 год

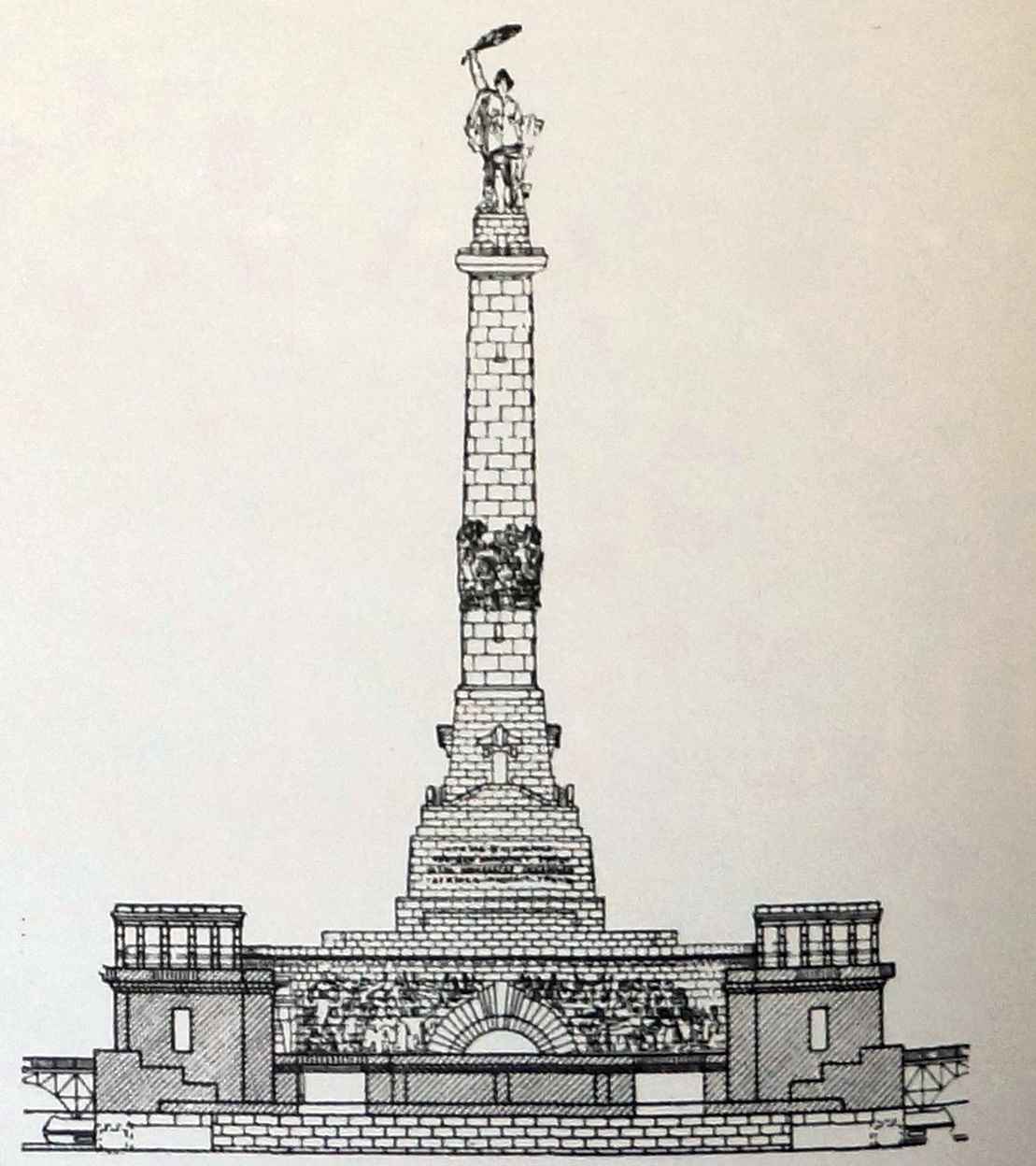
Сооружения на верхней голове верхнего шлюза, эскиз 1940 года

К 1 января проектное задание по строительству гидроузла, вопреки постановлению правительства, всё ещё не было готово, сроки его предоставления были продлены до 1 мая.
Строительство, тем временем, набирало обороты даже при отсутствии чёткого представления, что и где следует строить. Описание строящейся ГЭС появилось в справке НКВД по основным строительным программам, так называемой «записной книжке Ежова», в феврале 1938 года. По этим данным, основная деятельность на стройке разворачивалась вокруг двух комплексных площадок. Первая — «Русловый узел» — рядом со станцией Красная Глинка, в 30 км выше Куйбышева, где должны были быть построены плотина, водосброс и гидроэлектростанция мощностью в 2,5 млн кВт. Вторая — «Деривационный узел» находилась на Переволокском водоразделе, в 80 км ниже Куйбышева, здесь должны были быть построены судоходный канал с двухкамерным шлюзом в две нитки пропускной способностью в 80 млн тонн, нефтеперекачивающее устройство с пропускной способностью в 18 млн тонн нефти. Фарватер выше ГЭС должен был на протяжении 700 км иметь глубину не менее 5 м, а ниже — 3-3,5 м. Предполагалось с помощью созданного водохранилища обеспечить ирригацию территории в 2-2,5 млн га. Примерная стоимость строительства определялась в 4-5 миллиарда рублей, стоимость вырабатываемой ГЭС электроэнергии оценивалась в 0,6 коп за кВт⋅ч. Даже примерные сроки окончания строительства не назывались.
В мае проектное задание было представлено в СНК СССР. Был предложен вариант гидроузла со строительством ГЭС при плотине немного выше Куйбышева. Объёмы работ оценивались в 140 млн м³ земляных работ, в том числе скальных пород 5 млн м³, также требовалось уложить 85 млн м³ насыпей и 9,5 млн м³ бетона и железобетона. Строительство должно было быть окончено к 1945 году, и обойтись в 7610 млн рублей. В августе оно было рассмотрено специальной экспертной группой под председательством академика Б. Е. Веденеева. Однако и после рассмотрения проект значительно дорабатывался и изменялся, наиболее значительным стало очередное решение о необходимости строить две гидростанции, а не одну. Свои изменения в проект вносил, в том числе, лично Иосиф Сталин, 25 октября 1938 года давший указания о постройке трёх судоходных шлюзов: двух на спрямлении Волги у Переволок и одного при плотине на Волге у Красной Глинки. В итоге в 1938 году проектное задание так и не было утверждено.

### 1939 год

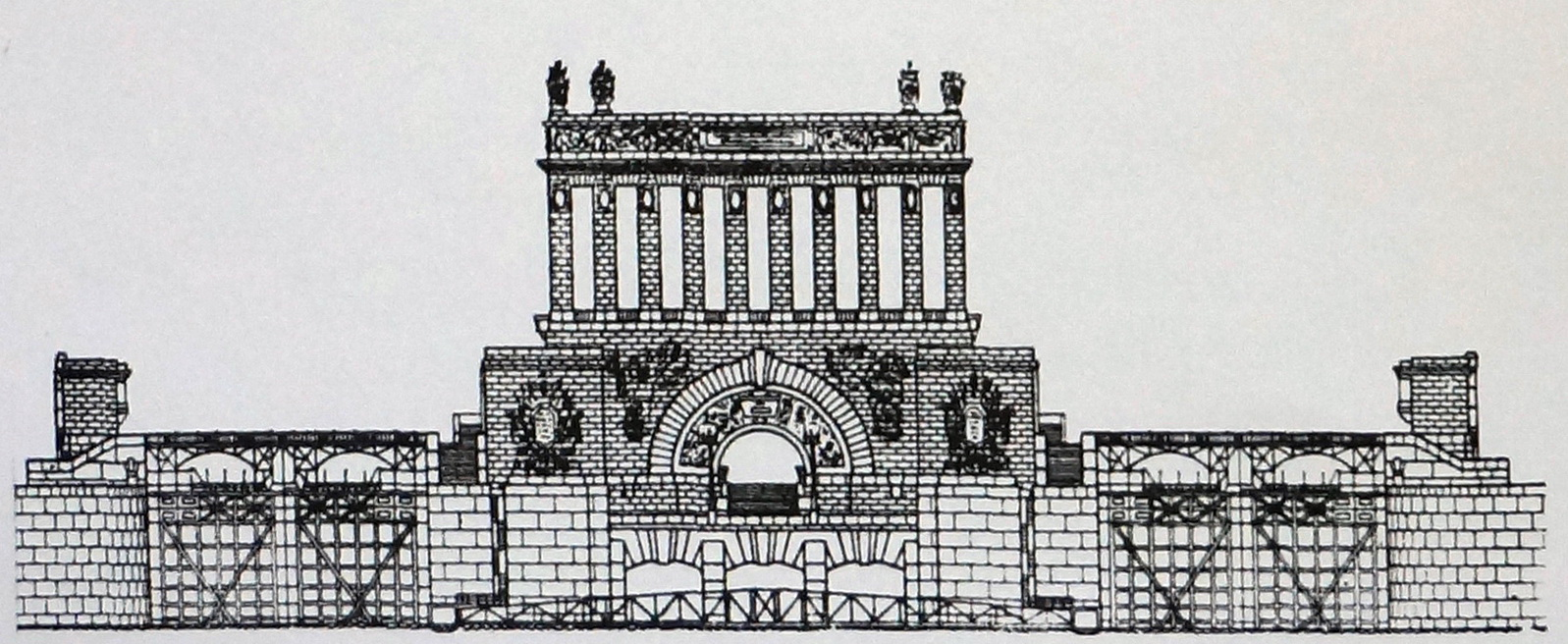
Декоративная колоннада на нижней голове нижнего шлюза, эскиз 1940 года

4 марта 1939 года народный комиссар внутренних дел Л. П. Берия, в чьём подчинении находилось СКГУ, подал докладную записку председателю СНК В. М. Молотову по вопросам строительства Куйбышевского гидроузла. В ней указывалось, что задержка с утверждением проектного задания влечёт задержку в составлении технического проекта, а также задержку подготовки к строительству: выдачу заказов промышленности по строительному и эксплуатационному оборудованию, подготовке предприятий строительных материалов, установлению планов работ и объёмов финансирования.
Берия писал, что после принятия решения о строительства шлюзов и гидростанции на деривационном спрямлении Волги у села Переволоки возросли объёмы работ. Новый проект гидроузла, с двумя ГЭС и шлюзами и у Куйбышева и у Переволок предполагал иные объёмы работ. По данным наркома выемка грунтов должна была составить 225 млн м³, в том числе 35,5 млн м³ скальных пород, объёмы насыпей составить 135 млн м³, бетонных и железобетонных работ — 12 млн м³. Пуск первой очереди Жигулёвской гидростанции должен был произойти в 1948 году, а обеих ГЭС на полной мощности (3 млн кВт) — в 1950 году. Переволокские шлюзы должны были быть готовы к навигации 1948 года. Теперь необходимое финансирование составляло уже 10-10,5 млрд рублей, впрочем сумма должна была быть уточнена при составлении технического проекта и сметы.
В записке Берия внёс ряд предложений об изменении проекта гидроузле. Он просил утвердить мощность турбин для ГЭС в 200 000 кВт, объясняя это требование недостаточной длиной скального основания для бетонных сооружений, что затрудняло компоновку сооружений в плотинном узле при сохранении заданной мощности станции. Указывалось, что для Рыбинской и Угличской ГЭС производятся турбины мощностью 55 000 кВт, которые при напоре Куйбышевской ГЭС предположительно могли дать мощность в 160—170 тыс. кВт, а дополнительное увеличение диаметра колеса могло дать мощность и в 200 тыс. кВт.
Также предлагалось, вопреки указанию Сталина о строительстве трёх шлюзов — двух у Переволок и одного у Куйбышева, построить 4 шлюза. Это аргументировалось тем, что в период строительства гидроузла единственный шлюз у плотины не сможет обеспечить необходимую пропускную способность, а в случае его неисправности и вовсе всё судоходство по Волге будет остановлено. Чтобы этого избежать, необходимо строительство дополнительного шлюза, при этом разница в затратах на строительство временного и постоянного шлюзов достаточно невелика, в то время как сооружение дополнительного шлюза уже после окончания строительства плотины весьма затратно.

#### XVIII съезд ВКП(б)

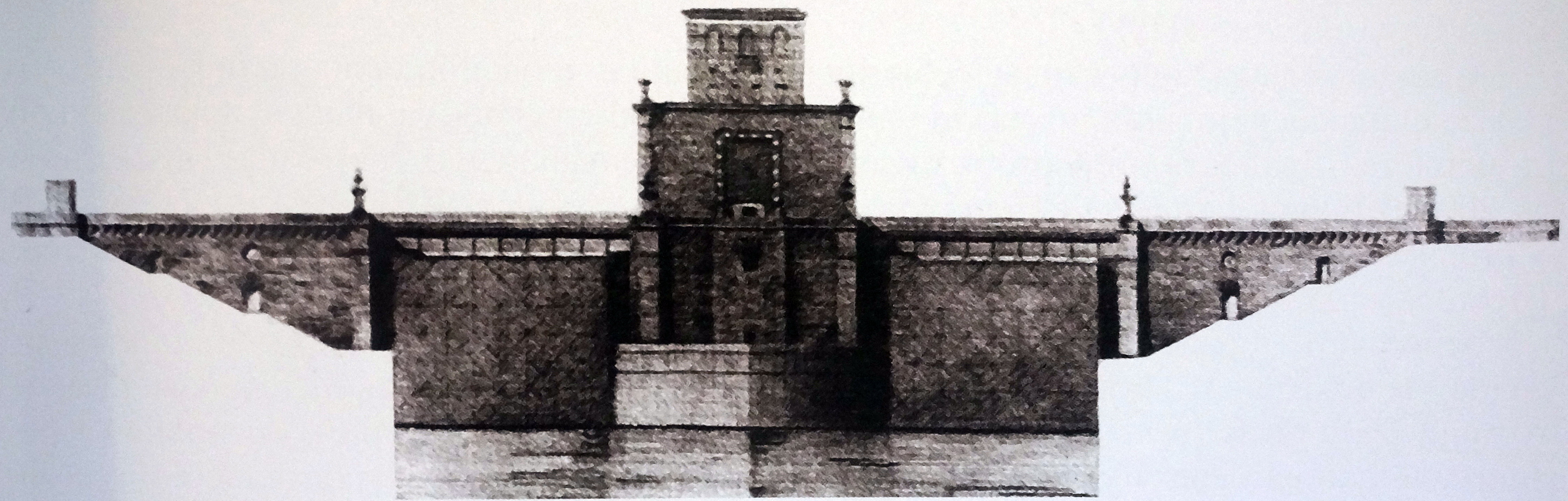
Здание управления на нижней голове шлюза, эскиз 1940 года

Спустя две недели В. М. Молотов выступал с докладом на XVIII съезде ВКП(б). Он сообщил:

В районе Куйбышева строится величайшее в мире сооружение — две гидростанции общей мощностью в 3,4 миллиона киловатт. Эти гидростанции решат проблему орошения засушливых земель Заволжья и обеспечения устойчивых, высоких урожаев на этих землях, а также поднимут дело судоходства по Волге и Каме
В своём выступлении первый секретарь Куйбышевского обкома ВКП(б) Игнатов рассказал о будущем гидроузле более подробно. По его словам, уровень Волги в верхнем бьефе должен был подняться на 32 метра, создав водохранилище площадью в 7,5 тыс. км². На двух гидроэлектростанциях планировалось установить 17 гидроагрегатов, мощностью в 200 тысяч кВт каждый. После заполнения водохранилища предполагалось обеспечить орошение на территории в 3 миллиона гектаров, чтобы получать с неё увеличенный урожай в 35 центнеров зерновых с каждого гектара. Объёмы вырабатываемой ГЭС электроэнергии позволили бы государству экономить до 7 млн тонн угля ежегодно. Описание сопровождалось красочными сравнениями: «На строительстве… потребуется провести земляных и скальных работ больше 3 млн кубометров, или в 1,5 раза больше, чем на Панамском канале и на канале Волга-Москва. Нужно будет уложить бетона больше 12 млн кубометров, то есть больше в 12 раз, чем в своё время было уложено на Днепрострое, в 4 раза больше, чем на канале Волга-Москва, и в 3 с лишним раза больше, чем на Панамском канале… Куйбышевский гидроузел даст столько электроэнергии, сколько вырабатывает вся Италия, и в пять раз больше, чем все электростанции в Польше. Геодезические изыскания для сооружения гидроузла охватили площадь земли, равную половине территории, занимаемой Италией». Также Игнатов предлагал установить срок окончания строительства в 1947 году.

#### Утверждение проектного задания

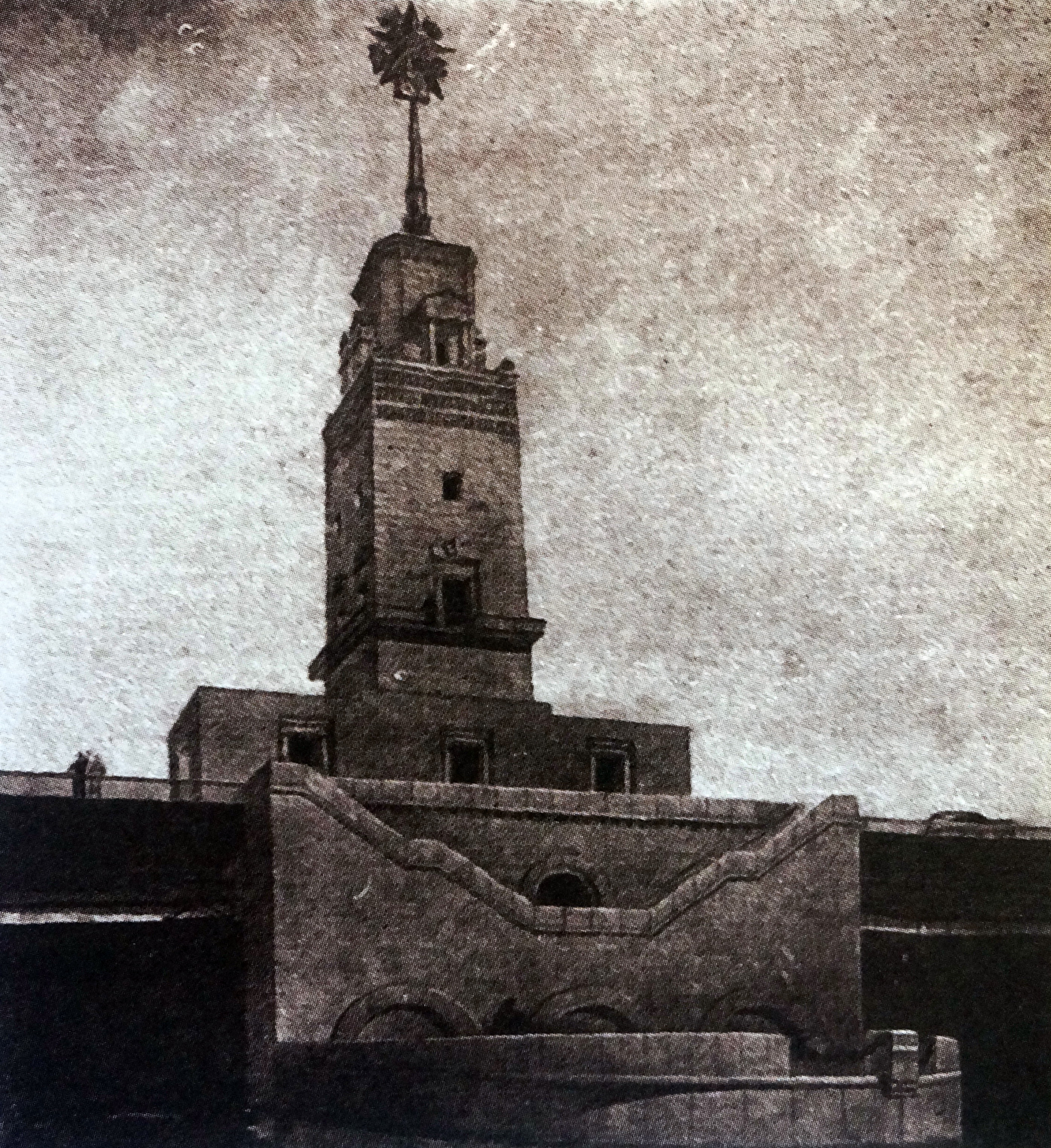
Башня управления нижней головы верхнего шлюза, эскиз 1940 года

Первоначально планировалось, что технический проект будет представлен в СНК к 1 мая 1939 года, однако к этому сроку ещё не было утверждено даже проектное задание.
11 июня 1939 года руководство СКГУ докладывало о ходе строительства Куйбышевского гидроузла лично И. Сталину. По некоторым сведениям, тот потребовал подробного отчёта о ходе строительства и реальных сроках его окончания, а также высказался за увеличение мощностей турбин гидроагрегатов ГЭС до 200 тыс. кВт, что совпадало с предложением НКВД. В незамедлительно последовавшем постановлении ЦК ВКП(б) и СНК СССР «О строительстве Куйбышевского гидроузла» было утверждено проектное задание по строительству, с двумя гидроэлектростанциями. Полное окончание строительства всех сооружений гидроузла с доведением суммарной мощности обеих гидростанций до 3 млн кВт предусматривалось в 1950 году. Ориентировочная стоимость Куйбышевского гидроузла с работами по водохранилищу составляла 8,1 млрд руб. при общей сумме финансирования работ 10,3 млрд. Также были установлены новые сроки составления технического проекта, сдвинувшиеся на 1 июля 1940 года. Были определены сроки строительства: пуск первых агрегатов Куйбышевской ГЭС был намечен на конец 1948 года, Переволокской — на 1949 год. Окончательно строительство должно было быть завершено в 1950 году. В целом постановление соответствовало предложениям Л. П. Берии, высказанным им в письме Молотову. Однако окончательное решение таких важных вопросов, как окончательное местоположение плотины и распределение мощностей между приплотинной и деривационной гидроэлектростанциями, предлагалось определить в техническом проекте.

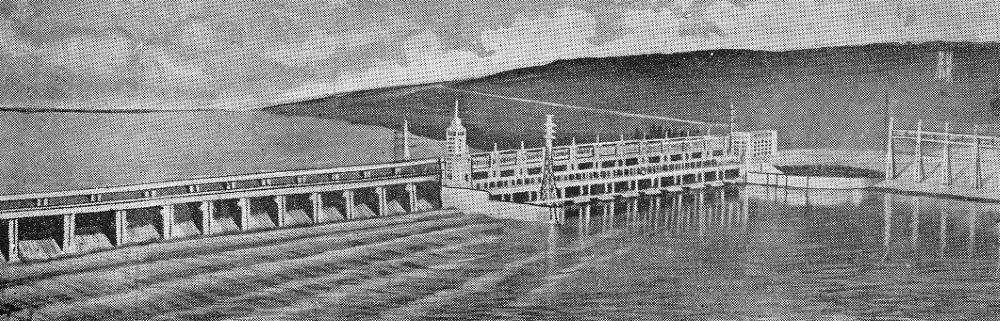
Макет гидростанции Куйбышевского гидроузла. Международная выставка в Нью-Йорке

В речной узел входили гидроэлектростанция водосливного типа, с размещением водосливных пролетов между турбинами, бетонная водосливная и земляная плотины, рыбоходы и судоходный шлюз. Гидроэлектростанция должна была разместиться по обе стороны водосливной плотины: десять агрегатов поворотно-лопастного типа с диаметром рабочего колеса 10,5 м на левобережной части и семь — на правобережной. Линии передач проектировались напряжением в 300 или 400 кВ. Гидроузел должен был обеспечить транзитные глубины от Рыбинска до Астрахани не менее 3 метров, сократив судовой ход по Куйбышевскому водохранилищу на 52 км, а при спрямлении Самарской Луки — на 142 км, сделать судоходными некоторые волжские притоки, провести ирригацию земель Заволжья — 1 млн га в первую очередь и до 3 — в перспективе. Для развития рыбного хозяйства, кроме рыбопропускных сооружений, намечалось устройство рыбоводных заводов и создание искусственных нерестилищ в низовьях Волги. Ежегодная выработка электроэнергии должна была составлять до 12,5 млрд кВт·ч на первом этапе и 14,5 млрд кВт·ч после окончания строительства вышележащих гидроузлов.
Механизированный макет Куйбышевского гидроузла в 1939 году демонстрировался на всемирной выставке в Нью-Йорке

### 1940 год

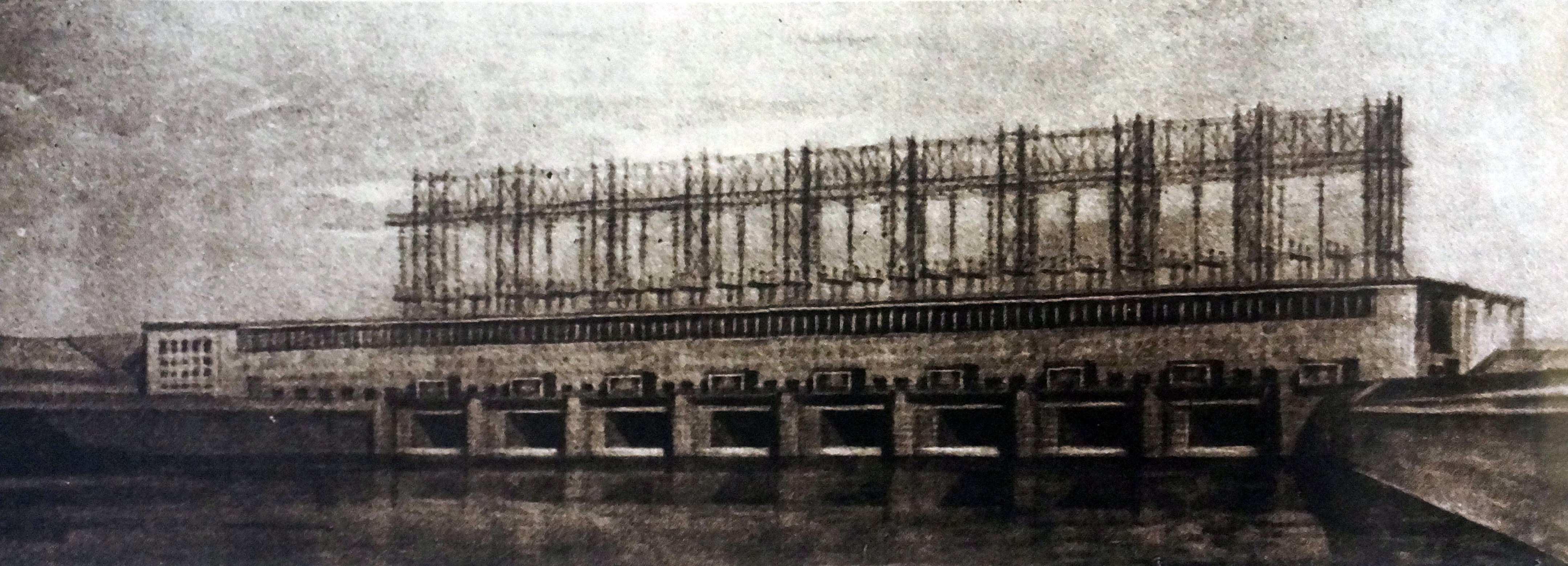
Перспектива Переволокской ГЭС с нижнего бьефа, эскиз 1940 года

В марте 1940 года заместитель начальника ГУЛАГа А. П. Лепилов составил подробный доклад о работе ГУЛАГа, в котором среди прочих описывалась и деятельность Самарлага, созданного для строительства Куйбышевской ГЭС. Он указывал, что строящийся энергокомплекс должен стать крупнейшим в мире с запланированной мощностью в 3400 МВт, что более чем вдвое превышало суммарную мощность всех электростанций по плану ГОЭЛРО. В докладе отмечалось, что проектируемые крупнейшие в мире на тот момент энергокомплексы при плотинах Гранд-Кули (1900 МВт) и Болдер (1350 МВт) почти вдвое меньше Куйбышевского гидроузла.
Теперь, когда официально планировалось строить сразу две электростанции, объёмы работ и капиталовложений были пересмотрены и практически удвоены. Предполагаемые объёмы водохранилища выросли с 30 до 53 млрд м³ с площадью зеркала в 6,4 тыс. м². Обновлённый проект гидроузла предполагал ежегодную выработку 15 млрд кВт⋅ч электроэнергии, создание глубоководного пути по Волге вверх на 600 км до Чебоксар, а также по Каме вверх на 200 км от устья, улучшение фарватера ниже плотины с гарантированными глубинами в 3 метра, ирригация посевных площадей в Заволжье объёмом в 2,3 млн гектар.
В энергетический комплекс на Красной Глинке должна была войти гидроэлектростанция мощностью 2 млн кВт, бетонные и земляные плотины, обеспечивающие напор в 27 метров, с двухпутной железной дорогой и двухниточным однокамерным шлюзом. В группу сооружений у Переволок должны были войти гидроэлектростанция мощностью в 1,4 млн кВт, судоходный канал, с двухкамерным шлюзом в две нитки.
Ориентировочная стоимость строительства составляла около 8 млрд рублей, но подчеркивалось, что сумма лишь предварительная. Примечательно также, что в докладе впервые указывалось, что для Рыбинского и Угличского гидроузлов на Ленинградском металлическом заводе им. Сталина впервые в стране изготавливались 8 турбин мощностью в 55 тыс. кВт каждая, так как для Днепрогэса турбины были закуплены в США. При этом необходим специальный транспорт, так как некоторые детали турбин не проходят по существующим габаритам железных дорог. Научно-исследовательские учреждения СССР ещё только работали над вопросами создания для Куйбышевского строительства турбин в 170—180 тыс. кВт, хотя годом ранее установка агрегатов мощностью в 200 тыс. кВт считалась вопросом решённым.
Хотя окончательный срок подачи технического проекта был назначен на 1 июля 1940 года он так и не был представлен ни к этому сроку, ни позднее. Известно, что в подготовленном техническом проекте было изучено семь вариантов створов плотины, расположенных между Угольным и Коптевым оврагами, окончательным вариантом стал Красноглинский створ. Предполагалось на приплотинной гидроэлектростанции разместить 11 агрегатов мощностью 170—180 МВт, а на деривационной — 9 агрегатов. Общая выработка электроэнергии определялась в 15,2 млрд кВт·ч в средний по водности год.

### Критика

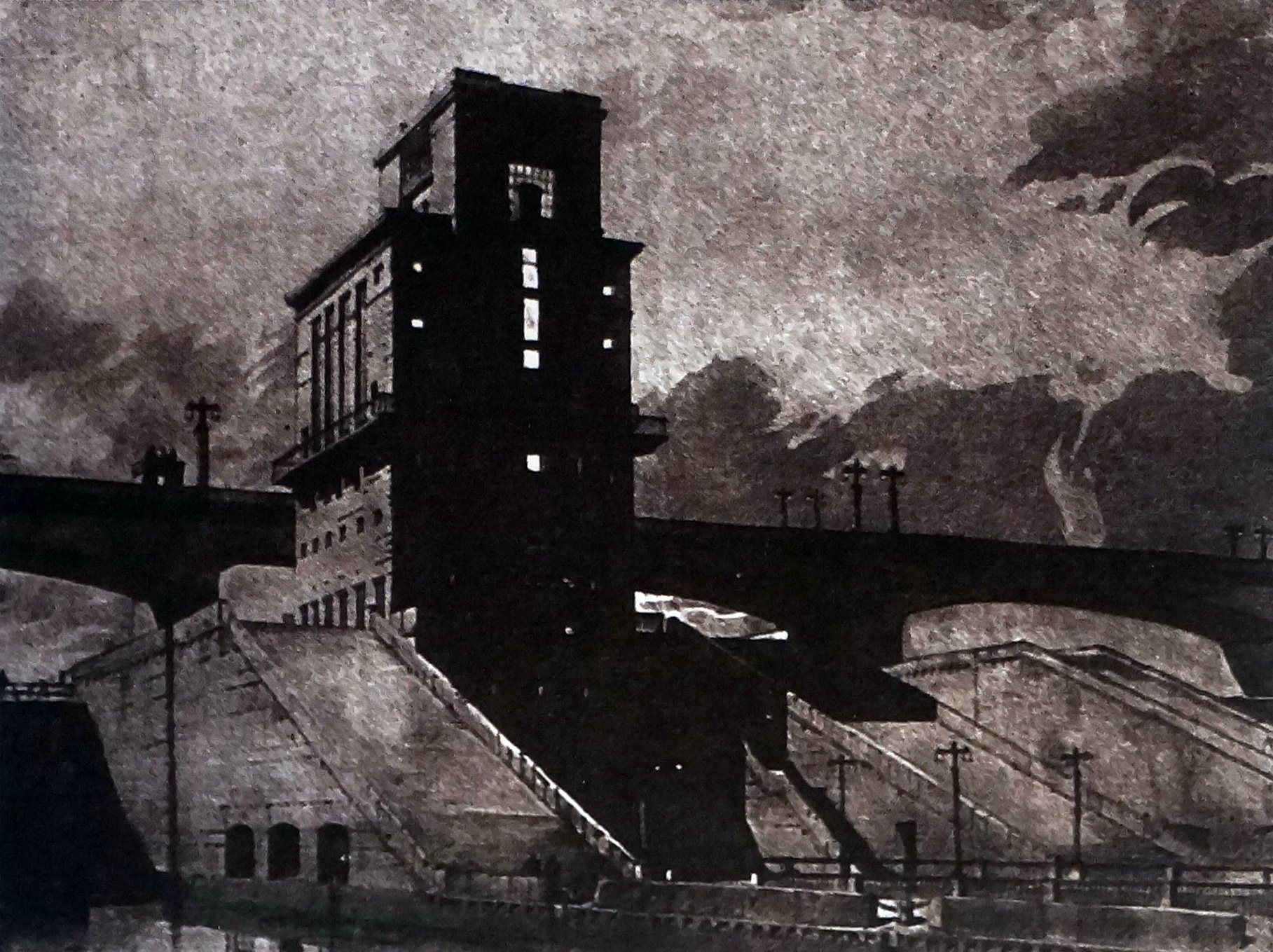
Перспектива башни управления на средней голове шлюза, эскиз 1940 года

Хотя строительство гидроузла шло уже несколько лет, основа проекта активно критиковалась в инженерных кругах. В письме В. М. Молотову от известного инженера, специалиста по плотинам, А. Сенкова от 5 июня 1940 года, говорилось:

 «…трудно себе представить другое, более дорогое и менее надёжное решение, сопряжённое с невероятными трудностями… Более того, осуществление схемы гидроузла… повлечёт за собой неизбежность катастрофы. Основная ошибка руководителей строительства заключается в том, что они предполагали наличие в основании плотины прочной скалы, вместо которой оказались мощные отложения доломитовой муки… Такое решение нельзя рассматривать иначе как государственное преступление. Придя (ввиду принятого неправильного решения) к необходимости выполнения огромных объёмов работ в невероятно трудных условиях их производства, строители „хвастаются“, что осуществление проекта СКГУ потребует огромных усилий и сопряжено с такими трудностями, которых не знала мировая строительная практика.»— Заключённые на стройках коммунизма…, 2008, с. 48—49
Аналогичной точки зрения придерживался доктор технических наук, профессор А. Н. Комаровский, со 2 сентября 1937 года являвшийся первым заместителем главного инженера СКГУ. Опираясь на данные буровых изыскательных работ, он пришёл к выводу, что предполагавшейся цементацией основания для плотины невозможно гарантировать прекращение фильтрационного потока под плотиной и дальнейшее проявление карстовых явлений. Это означало, что реальная стоимость гидроузла, определяемая условиями работ и неблагоприятной геологической обстановкой, будет существенно отличаться от предварительно посчитанной и доложенной правительству. Главный инженер С. Я. Жук продолжал придерживаться предварительного проекта, что вызвало определённые разногласия между главным инженером и его первым заместителем, окончившиеся в мае 1939 года переводом Комаровского на другое строительство.
Топограф на строительстве гидроузла, будущий известный писатель, Сергей Михайлович Голицын писал, что заслуга в отмене строительства на Красной Глинке и переносе места расположения створа плотины принадлежит известному геологу Серафиму Григорьевичу Соколову, даже получившему за это Сталинскую премию.
11 октября 1940 года вышел приказ НКВД о приостановлении строительства Куйбышевского гидроузла. Среди причин такого решения специалистами указывается и высокая стоимость цементационных работ по устройству противофильтрационной завесы в аллювиальных отложениях в русле Волги и трещиноватых известняках и доломитах основания под сооружением гидроузла, и неучтённые в проекте и подпадающие под затопление нефтедобывающие скважины на Самарской Луке, и долгосрочность проекта, чрезмерная в условиях начавшейся мировой войны.

## Жигулёвская ГЭС

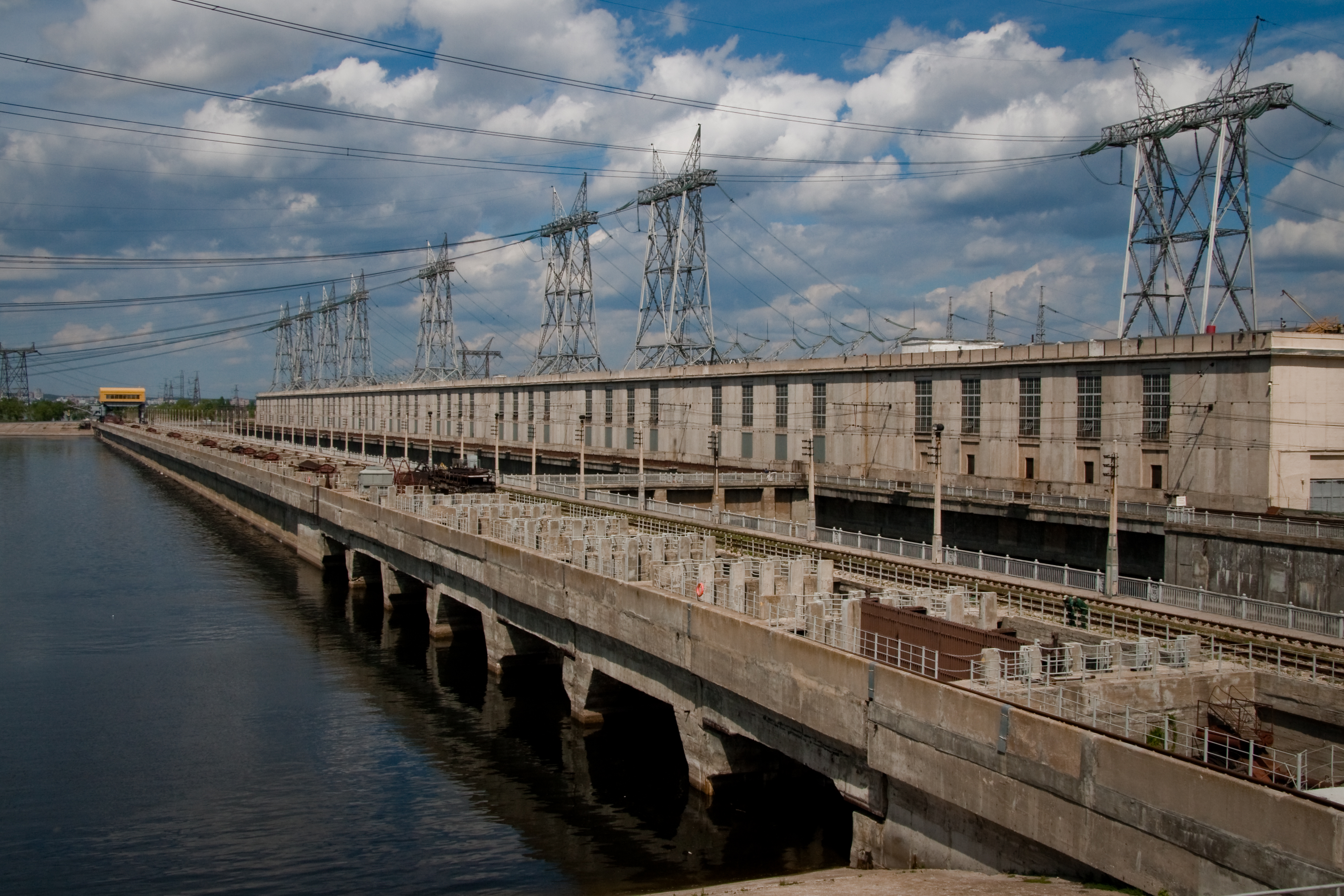
Общий вид на здание ГЭС с верхнего бьефа

30 июня 1949 года Совет Министров СССР принял постановление «О строительстве Куйбышевской гидроэлектростанции на р. Волге». Выполнение проектно-изыскательских и исследовательских работ возлагалось на институт «Гидропроект», которому предстояло к 1 октября 1950 года представить проектное задание, а к 1 января 1952 года технический проект ГЭС мощностью 1,7—2,0 млн кВт с выработкой электроэнергии в размере 8,6—9,6 млрд кВт·ч со сроком ввода в 1955 году. Также следовало предусмотреть создание магистрального и железнодорожного перехода через Волгу, создание судоходных глубин от Чебоксар до Астрахани не менее 3,2 метра, орошение на базе энергии ГЭС 1 млн га земель, распределение энергии по схеме: 6,1 млрд кВт·ч в Москву, 2,4 млрд кВт·ч в районы Куйбышева и Саратова, 1,5 млрд кВт·ч для орошения земель Поволжья.
На этот раз гидроэлектростанция должна была быть построена в районе города Ставрополь, где были выявлены отложения глин у правого берега и отложения песка в русле реки, пригодные для строительства гидроузла. По результатам изысканий створ плотины был принят в районе современного города Жигулёвск. Инженер Н. П. Бородин, один из участников строительства, так комментировал перенос строительства: «Серьёзным доводом перенесения створа гидроузла был, в значительной мере, чисто психологический момент. Пройдя тяжелейшие годы войны, со строительством оборонительных сооружений, эвакуированных предприятий в очень короткие сроки, — часто без всяких изысканий и проектов, руководствуясь практическим опытом, — строители и проектировщики настолько осмелели, что смогли отказаться от мировой практики расположения тяжёлых гидротехнических сооружений только на скальных основаниях».
Для составления проектного задания привлекались различные специализированные институты. «Гипроречтранс» занимался проектированием транспортного освоения водохранилища, ставропольского порта, судоремонтного завода, «Гипрогор» работал над временными и постоянными жилыми посёлками и районной планировкой, «Мосгипротранс» проектировал железнодорожный переход и подъезды к нему. Всего же наряду с «Гидропроектом» над составлением технического проекта трудилось около 130 проектных и научно-исследовательских института со всей страны. Для решения вопросов, требовавших увязки с местными условиями, и выполнения рабочих чертежей по отдельным объектам в Куйбышеве был создан филиал «Гидропроекта».

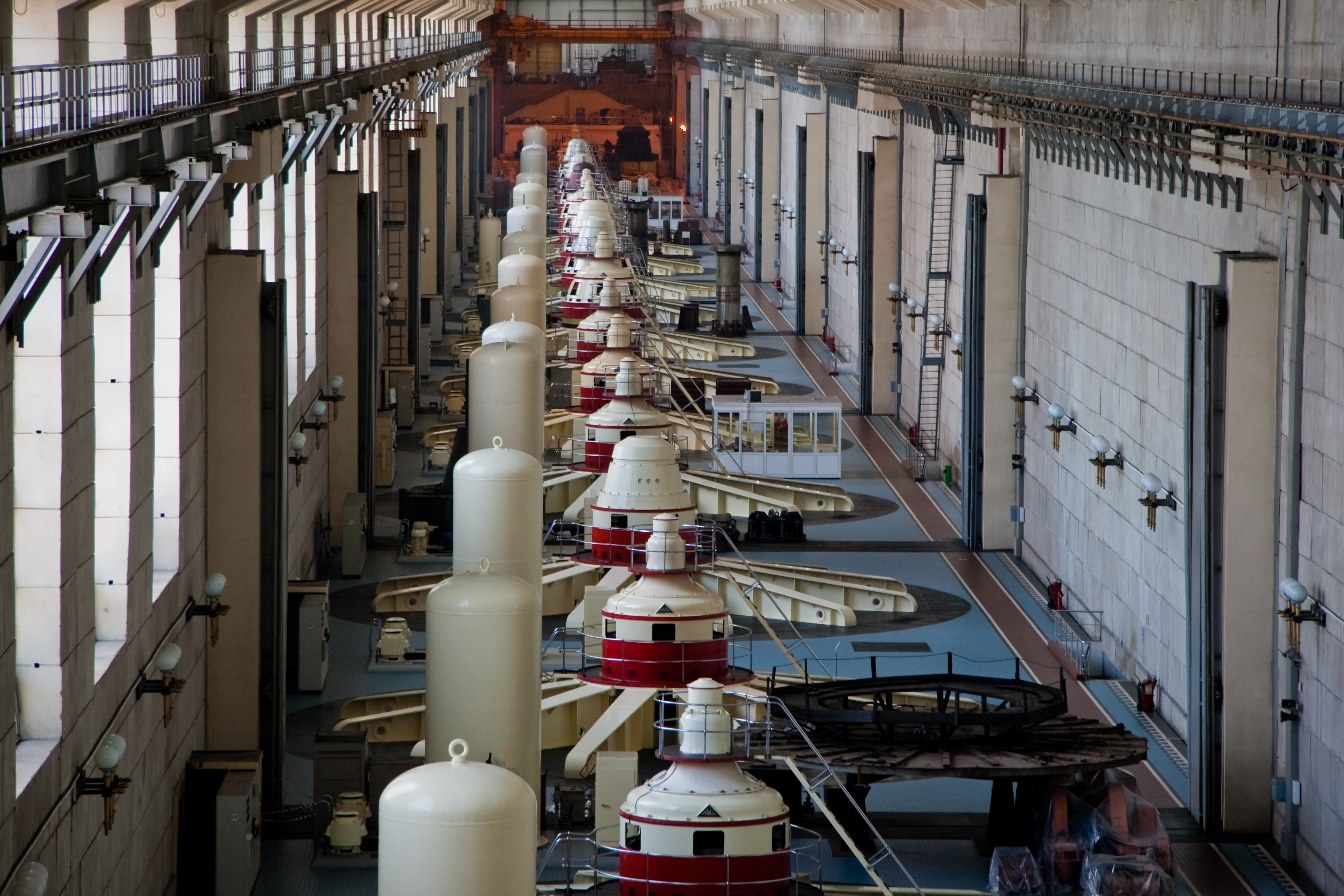
Машинный зал

В октябре 1950 года проектное задание было представлено на рассмотрение экспертной комиссии в министерство электростанций и Госстрой СССР. По проекту в гидроэлектростанции должно было быть установлено 20 агрегатов с общей мощностью в 2000 тыс. кВт и выработкой в 11,3 млрд кВт·ч после окончания строительства электростанций выше по течению. В перспективе, при увеличении грузооборота по Волге, планировалось строительство судоходных сооружений на Волго-Усинском водоразделе, при этом о возможности строительства ГЭС у Переволок не упоминалось. В состав гидросооружений были включены ГЭС, водосливная бетонная плотина, земляная плотина и две линии судоходных шлюзов, по этому проекту они располагались там, где и существуют в настоящее время. Экспертная комиссия Госстроя, учитывая решение о строительстве Сталинградской ГЭС ниже по Волге, рекомендовала повысить нормальную подпорную отметку на 2 метра, рассмотреть возможность увеличения установленной мощности станции без изменения числа агрегатов и размеров турбин и снизить стоимость строительства на 2 млрд рублей. Проектное задание было утверждено летом 1951 года, установленную мощность приняли равной 2,1 млн кВт, что обеспечивалось 20 гидроагрегатами по 105 тыс. кВт каждый. Средняя годовая выработка предполагалась в 10,7 млрд кВт·ч. За разработку проекта большая группа сотрудников «Гидропроекта» была удостоена Сталинской премии первой степени.
Однако к 1 января 1952 года технический проект готов не был. И хотя проектирование велось параллельно строительству, и рабочие чертежи дорабатывались на месте с учетом замечаний строителей, технический проект был представлен в правительство лишь в 1954 году. Только в 1955 году, незадолго до перекрытия Волги и пуска первого гидроагрегата, его одобрил Госстрой СССР, и утверждён он был лишь 12 мая 1956 года: мощность 2,1 млн кВт·ч с годовой выработкой 11 млрд кВт·ч.

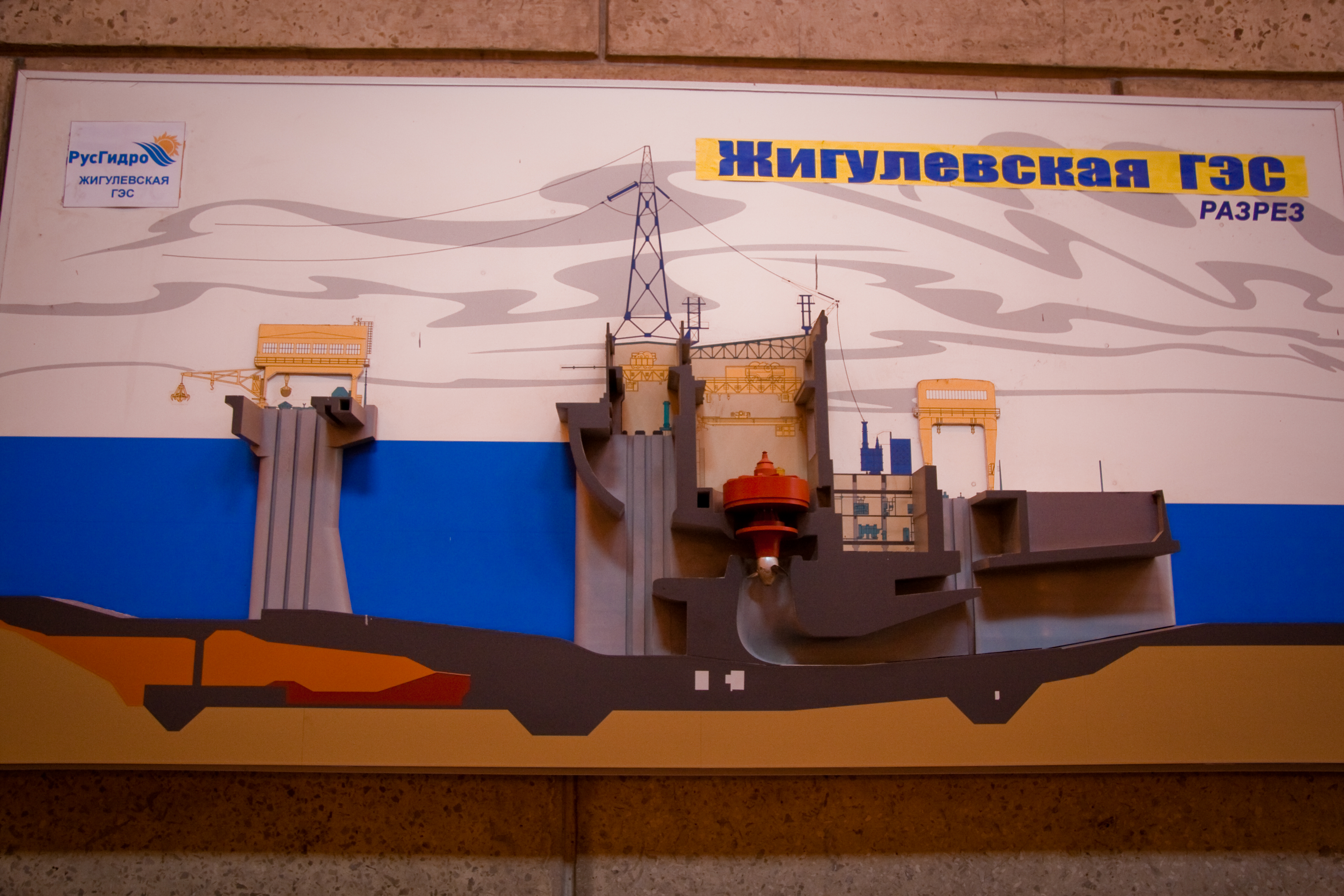
План Жигулёвской ГЭС в разрезе

Жигулёвская ГЭС стала первым крупным гидросооружением в СССР, построенным на мягких грунтах. Было применено оригинальное решение присоединить часть плотины к ГЭС и пропустить донные водосбросы под гидроагрегатами, что в дальнейшем стало широко применяться в мировой практике. Впервые использовались скользящие затворы, позволяющие экономить значительные средства и сейчас использующиеся повсеместно. Также впервые в практике гидростроительства были построены специальные сороудерживающие сооружения. Ещё одной особенностью проекта стало требование неуязвимости гидроузла для любого оружия вероятного противника, и хотя в ходе строительства было решено, что инженерными способами невозможно защитить подобное сооружение от атомной бомбардировки, начальные установки заметно сказались на массивности сооружений, их прочности и устойчивости.
В процессе эксплуатации ряд проектных положений было изменено. Из-за использования донных водосбросов на станции проявилось явление эжекции: поток от одной турбины отгоняет другой, отгон дает понижение уровня, из-за чего повышается напор, а значит растут КПД и мощность. При правильном маневрировании задвижками водосбросов возможно получение значительной прибавки мощности, что в итоге позволило перемаркировать агрегаты станции с проектных 105 МВт до 115 МВт, при этом установленная мощность гидростанции увеличилась до 2,3 млн кВт. Другим важным отклонением от проекта стало изменение силовых трансформаторов с переводом напряжения с 400 кВ на 500 кВ. Также выявились недостатки проекта: плотина, в отсутствие рыбопропускных сооружений преградившая путь рыбы к нерестилищам, и изменение режима половодья в пойме и дельте Волги отрицательно сказались на воспроизводстве рыб. Кроме того, отмечалась высокая стоимость строительства, связанная с излишней массивностью гидросооружений и задержкой составления технического проекта.
К 1962 году были посчитаны первые экономические результаты работы ГЭС. Сравнение с тепловыми станциями равной мощности показало, что капиталовложения в ГЭС были выше на 2190 млн рублей, однако ежегодные издержки меньше на 778 млн рублей. Таким образом срок окупаемости составил всего около трёх лет.

## Сводная таблица проектов
Краткие сведения о том, как изменялись представления о Куйбышевском гидроузле приведены в следующей таблице:
|                                                     | Проект Богоявлен- ского—Кржижанов- ского (1910) | Проект Богоявлен- ского (1928) | Проект Чаплыгина (1929) | Проект Волгостроя (1930) | Проект Рыбинцева (1935.) | Проект Большой Волги (1937) | «Записная книжка Ежова» (февраль 1938) | Первый вариант проектного задания (1938) | Проектное задание (1939) | Доклад Игнатова (март 1939) | Доклад Лепилова (март 1940) | Жигулёвская ГЭС (1955 г) |
| --------------------------------------------------- | ----------------------------------------------- | ------------------------------ | ----------------------- | ------------------------ | ------------------------ | --------------------------- | -------------------------------------- | ---------------------------------------- | ------------------------ | --------------------------- | --------------------------- | ------------------------ |
| Число ГЭС                                           | 2                                               | 2                              | Переволоки              | Ставрополь               | Переволоки               | Куйбышев                    | Куйбышев                               | Куйбышев                                 | 2                        | 2                           | 2                           |                          |
| Мощность (тыс. кВт)                                 | 588,4                                           | 700                            | 210                     | 1600                     | 1500                     | 1500                        | 2500                                   |                                          | 3000                     | 3400                        | 3400                        | 2300                     |
| Проектная выработка (млрд кВт·ч)                    |                                                 |                                | 1,54                    | 8-9                      | 7-8                      |                             |                                        |                                          | 14,5                     |                             | 15                          | 10,9                     |
| Объём капиталовложений (рубли, в ценах соотв. года) | 130 млн                                         |                                | 178 млн                 | 1,2 млрд                 | 2,5 млрд                 |                             | 4-5 млрд                               | 7,6 млрд                                 | 10—10,5 млрд             |                             | 8 млрд                      | 55 млрд                  |
| земляные работы                                     |                                                 |                                |                         |                          | 119 млн м³               |                             | 47 млн м³                              | 225 млн м³                               | 370 млн м³               | 300 млн м³                  | 359 млн м³                  | 193,9 млн м³             |
| бетонные работы                                     |                                                 |                                |                         |                          | 3,2                      | 6 млн м³                    | 6 млн м³                               | 9,5 млн м³                               | 12 млн м³                | 12 млн м³                   | 12,1 млн м³                 | 7,67 млн м³              |
| Напор                                               |                                                 |                                | 9,5 м                   | 15-20 м                  | 28,5 м                   | 31 м                        |                                        |                                          |                          | 32 м                        | 27 м                        | 20 м                     |
| Длительность строительства                          |                                                 |                                |                         |                          | 8-10 лет                 |                             |                                        | 7-9 лет                                  | 13 лет                   | 10 лет                      |                             | 7 лет                    |

## Дальнейшие проекты
Ещё в ходе строительства Жигулёвской ГЭС неоднократно поднимался вопрос об увеличении её установленной мощности. В 1956 году филиал «Гидропроекта» выпустил схематический проект второй очереди ГЭС мощностью 1 млн 200 тыс. кВт — 10 гидроагрегатов, вписанных в бетонную плотину. Водосливные пролёты с затворами преобразовывались в головные водозаборы, по водобою и рисберме прокладывались напорные железобетонные водоводы, а в ковше рисбермы размещалось собственно здание ГЭС. Однако оказалось, что осуществить подобные строительно-монтажные работы, да ещё при необходимости пропуска ежегодного паводка, практически невозможно. Появился иной вариант: головные водозаборы предполагалось встроить в земляную плотину, здание ГЭС разместить немного ниже её по течению, но опять не смогли решить вопрос возможности осуществления строительных работ.
Появлялись и иные варианты, например строительства подземной ГЭС: водозабор располагался под горой Отважной, напорные водоводы под современными ОРУ-500 кВ и ОРУ-220 кВ, а сама ГЭС предполагалась под горой Могутовой. Ни один вариант не показался достаточно осуществимым. При этом продолжительное время о ранних проектах строительства ГЭС на деривационном спрямлении Волги, в районе села Переволоки, никто не вспоминал, несмотря на обширные данные изысканий, сохранившиеся ещё с довоенных времен. Только в 1956 году группа инженеров КГС во главе с Н. П. Бородиным, используя материалы довоенных изысканий, подготовила проект строительства Переволокской ГЭС установленной мощностью в 2 млн 400 тыс. кВт. Для этого требовалось использовать 20 гидроагрегатов с диаметром рабочего колеса 9,3 метра и мощностью в 120 МВт. Начальник КГС И. Комзин, услышав предложение, немедленно заявил: «Всё — нет сомнений, будем строить Переволокскую. Дайте мне этот проект, я еду в Москву и докажу, что надо немедленно начинать строительство, что и позволит сохранить коллектив строителей». Однако руководство СССР в этот период достаточо негативно относилось к гидростроительству, полагая, что тепловые станции обходятся дешевле, а строятся быстрее. Комзин был направлен на строительство Асуанской ГЭС, а планы Переволокской ГЭС были отложены, хотя и не забыты. В своей книге «Это и есть счастье» Комзин писал о том, что возможно строительство в Переволоках ещё будет начато: «мечта гидростроителя: приди к готовой, естественной перемычке, построй гидростанцию и пропусти воду!».
Постепенно идея Переволокской ГЭС трансформировалась. По состоянию на 1968 год у Переволок планировалось строительство совмещённой гидравлической и тепловой электростанции. Гидроагрегаты должны были работать на паводковых водах Куйбышевского водохранилища, используя разницу в уровнях воды в Усинском заливе и нижнем течении Волги. А при недостатке воды будут задействованы тепловые энергоагрегаты, использующие природный газ. Мощность планировавшейся станции должна была превосходить уже построенную Куйбышевскую ГЭС. Эти планы также не были осуществлены.
В 1972 году инженеры «Гидропроекта» Н. П. Бородин и Б. Б. Богуш в инициативном порядке разрабатывали планы строительства в Жигулёвских горах ГАЭС. Рассматривались варианты с размещением верхнего бассейна ГАЭС на горе Ширяевой, что давало напор в 250 метров и мощность станции в 1 млн кВт, с бассейном на Яблоневой горе (напор 200 м, мощность около 1 млн кВт), с бассейном у села Жигули и нижним бьефом в реке Уса (напор 160 м, мощность около 1 млн кВт), с бассейном между селами Переволоки и Большая Рязань с нижним бьефом в Саратовском водохранилище, что давало при напоре в 100 метров мощность от 2 до 4 млн кВт. Вновь вспомнили и о Переволокской ГЭС, которую возможно было частично (на 1,2 млн кВт) или полностью (на 2,4 млн кВт) преобразовать в ГАЭС с напором в 25 метров. Однако загруженность Куйбышевгидростроя на других стройках, смерть Б. Б. Богуша и другие причины не позволили приступить к реализации проектов.
В 1978 году к идее строительства нового крупного гидросооружения на Самарской Луке вернулись вновь: Куйбышевгидрострою требовалась крупная стройка, руководство Куйбышевской области и министр энергетики СССР П. С. Непорожний продвигали строительство Куйбышевской АЭС. Одним из рабочих вариантов было создание крупного энергокомплекса АЭС—ГАЭС, с мощностью АЭС 6—10 млн кВт и ГАЭС 2—4 млн кВт, при этом сохранялась перспектива дополнительного строительства ГЭС мощностью до 2,4 млн кВт — суммарно 16,4 гигаватт мощности. Рассматривался и вариант строительства самостоятельной ГЭС—ГАЭС: из 21 агрегата ГЭС установленной мощностью в 2450 млн кВт 6 агрегатов общей мощностью в 450 МВт в турбинном режиме должны были быть обратимыми. А наличие готовых верхнего и нижнего бассейнов в виде Куйбышевского и Саратовского водохранилищ соответственно позволяет сэкономить до 40 % по сравнению со стоимостью сооружения аналогичных по мощности ГАЭС. Вновь начались изыскания на различных площадках, где могло развернуться строительство, просчитывались разнообразные варианты энергокомплекса. Однако после аварии на Чернобыльской АЭС все работы по проектированию Куйбышевской АЭС, равно как и ГАЭС, были прекращены.
В настоящее время говорится лишь о принципиальной возможности строительства Переволокской ГЭС с мощностью до 2,4 млн кВт.

## Комментарии
1. ↑  После строительства Жигулёвской ГЭС в Ставрополе (ныне Тольятти) были построены крупнейший в СССР завод по производству легковых автомобилей и два завода по производству азотных удобрений, в том числе крупнейший в мире производитель аммиака
2. ↑  Александр Владимирович Чаплыгин (1883—1954) — гидроэнергетик, профессор. В 1930—1936 годах — начальник управления и главный инженер проекта Куйбышевского узла в Гидроэнергопроекте. Позднее работал в Госплане СССР, участвовал в разработке материалов по строительству Куйбышевской ГЭС. Принимал участие в работе комиссии СОПС по научной разработке проблем водного комплекса[33]
3. ↑  Позднее название перейдёт управлению НКВД, занимавшемуся строительством Рыбинского и Угличского гидроузлов в верховьях Волги. См. Волгострой.
4. ↑  Постановление СНК СССР и ЦК ВКП(б) от 3.01.1938 г. «Во изменение постановления ЦК ВКП(б) и СНК СССР от 10/VIII-1937 г. — срок представления проектного задания по Куйбышевского гидроузлу перенести с 1 января на 1-е мая 1938 года с тем, что срок представления технического проекта 1-го мая 1939 года — остается без изменений»
5. ↑  Явная ошибка. Цифра занижена в сотню раз, на строительстве канала им. Москвы объём земляных работ составил 207,4 млн м³[77]
6. ↑  Сенков Александр Михайлович (14 апреля 1900 — ?) — известный учёный, изобретатель, гидротехник, гидролог, механик, общественный деятель, доктор технических наук, профессор. Действительный член географического общества. На строительстве плотины Рождественской ГЭС на реке Оредеж провёл беспрецедентный эксперимент по сдвигу плотины с места путём повышения напора воды свыше расчётного. Автор нового подхода к сооружению плотин, которому было посвящено более 500 публикаций в научной прессе. На Всемирной выставке в Брюсселе плотина А. М. Сенкова была отмечена премией[91]
7. ↑  По словам самого Комаровского — заместителем начальника строительства по производству работ[69]
8. ↑  Хотя по тексту выступления — 3 млн м³, из-за явной оговорки указано 300, исходя из описанных соотношений с иными стройками.